# Missiehuis St. Michaël
Het Missiehuis St. Michaël, ook wel Missiehuis Steyl, is een kloostercomplex in het kloosterdorp Steyl in de Nederlandse gemeente Venlo. Het in 1875 gestichte klooster is het moederhuis van de missiecongregatie Societas Verbi Divini (SVD), meestal aangeduid als Missionarissen van Steyl. Het complex bestaat uit het eigenlijke Sint-Michaëlklooster, het moederhuis met een imposante kloosterkerk, direct aan de Maas gelegen, en een groot aantal oostelijk van de Kloosterstraat en de Sint-Michaëlstraat gelegen gebouwen, waaronder het Sint-Gregorklooster, het Missiemuseum Steyl en de drukkerij. Daaromheen ligt een uitgestrekt park van ongeveer acht hectare. De in totaal 32 onderdelen van het binnen het beschermde dorpsgezicht van Steyl gelegen kloostercomplex genieten bescherming als rijksmonument.

## Geschiedenis
Het klooster werd in 1875 gesticht door de uit het Duitse Goch afkomstige priester Arnold Janssen. Deze wilde in eerste instantie in eigen land een op de missie gerichte congregatie oprichten. Omdat de Rooms-Katholieke Kerk vanaf 1871 door Bismarck werd tegengewerkt (de Kulturkampf), week hij met drie andere paters uit naar het nabij de Duitse grens gelegen Steyl. Zoals in veel andere Nederlands-Limburgse grensplaatsen waren in Steyl meerdere kloostergemeenschappen uit Duitsland en Frankrijk neergestreken. In Steyl kocht Janssen de herberg met bijgebouwen van Nicolaas Ronck en hier vestigden de vier paters hun kloostergemeenschap. Twee paters verlieten de gemeenschap al snel, maar in 1876, een jaar na een moeilijk begin, startte de bouw van een eigen missiehuis met een kleine kloosterkapel. Dat jaar werd tevens de eerste drukpers in gebruik genomen. Een jaar later werd het eerste bouwblok opgeleverd door aannemer Frans Peeters uit Baarlo. Tussen het missiehuis en de Maas werd van 1881 tot 1884 de kloosterkerk met twee torens gebouwd. In 1885 werd de Gemeenschap van het Goddelijk Woord (Societas Verbi Divini, SVD) officieel opgericht.
In 1889 stichtte Arnold Janssen een congregatie van missiezusters, de Dienaressen van de Heilige Geest ("blauwe zusters"), in 1896 gevolgd door een congregatie van slotzusters, de Dienaressen van de Heilige Geest van de Altijddurende Aanbidding ("roze zusters"). In 1904 betrokken beide congregaties het Heilig Hartklooster. 
Het Missiehuis Steyl breidde zich gestaag uit. De kloostertuinen met beelden en grotten, grotendeels gelegen aan de overkant van de weg tegenover het missiehuis, werden tussen 1890 en 1900 aangelegd. In 1892 werd de oude Villa De Rijk aangekocht, daarna Gezellenhuis genoemd. Hier werd het noviciaat gevestigd, waar jonge kloosterlingen hun proeftijd doorbrachten. Van 1910 tot 1928 was er ook het generalaat ondergebracht. In 1894 werd een nieuw drukkerijcomplex in gebruik genomen. In 1909 werd de drukkerij voorzien van een stoommachine. De productiviteit kon hierdoor sterk toenemen. Tot 1912 werden er delen aan het missiehuis bijgebouwd.

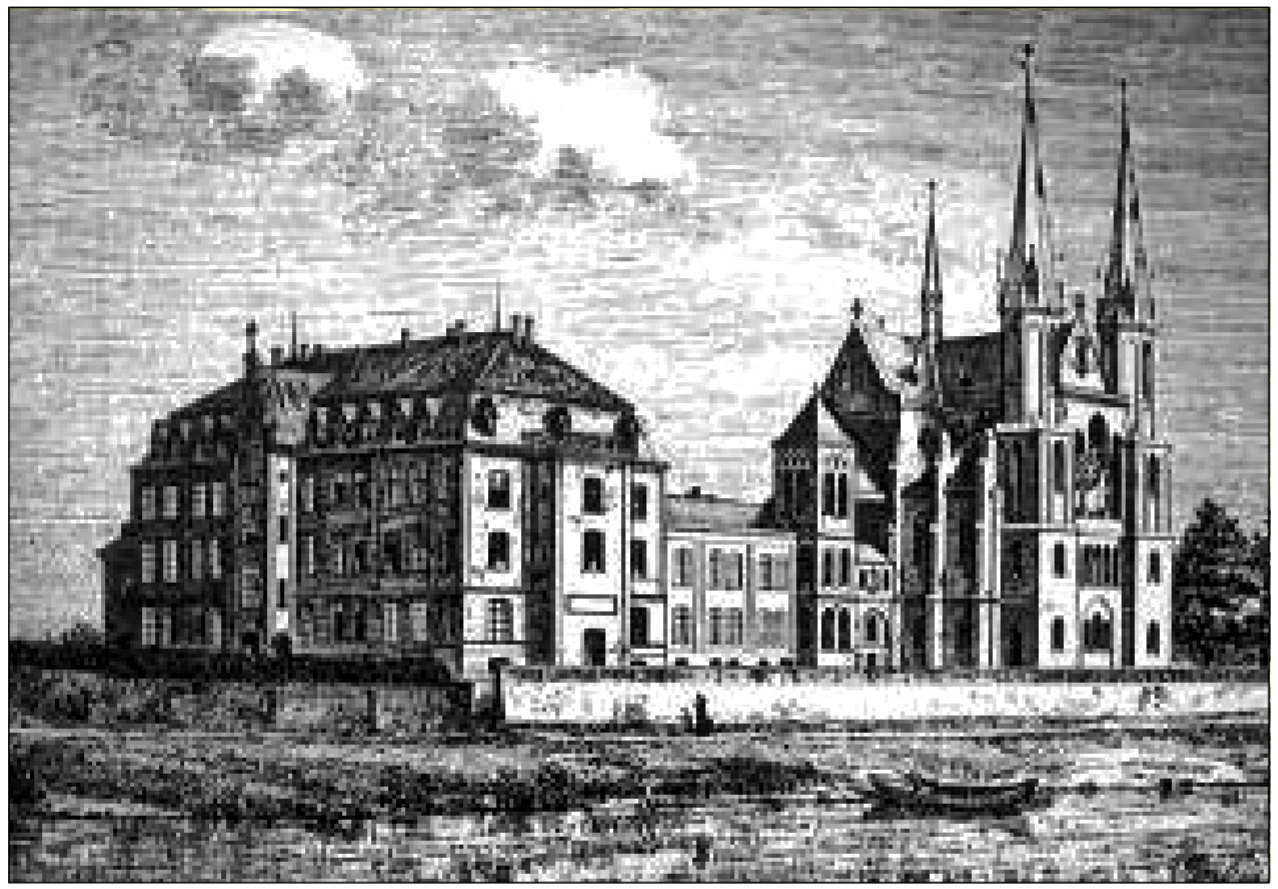
Het Missiehuis omstreeks 1885

In 1914 werd het Heilige Geestklooster opgeleverd, exclusief voor de slotzusters. Hierna werd het Heilig Hartklooster nog uitsluitend door de missiezusters werd bewoond. Het eerder door de zusters benutte Sint-Gregorklooster met de Sint-Gregordubbelkapel werd daarna door de missiepaters in gebruik genomen als noviciaat. In dit klooster werd later een verzorgingscentrum voor bejaarde paters ondergebracht.
De Gemeenschap van het Goddelijk Woord, in 1901 goedgekeurd door de Heilige Stoel, was ten tijde van het overlijden van Arnold Janssen op 15 januari 1909 uitgegroeid tot een congregatie die ongeveer 500 paters telde, 1000 priesterstudenten en 700 lekenbroeders. Sinds 1975, het jaar van zijn zaligverklaring, bevindt de sarcofaag van Arnold Janssen zich  in de benedenkapel van de kloosterkerk. Het Gezellenhuis is in de jaren 1980 afgebroken. Arnold Janssen werd in 2003 heilig verklaard.
De Congregatie van het Goddelijk Woord is een van de grootste missiecongregaties in de Katholieke Kerk. Vandaag de dag telt deze over de hele wereld meer dan 6000 paters en broeders. Voor al deze missionarissen is de belangrijkste functie van Missiehuis Steyl thans die van retraitehuis .

## Gebouwen

### Sint-Michaëlklooster

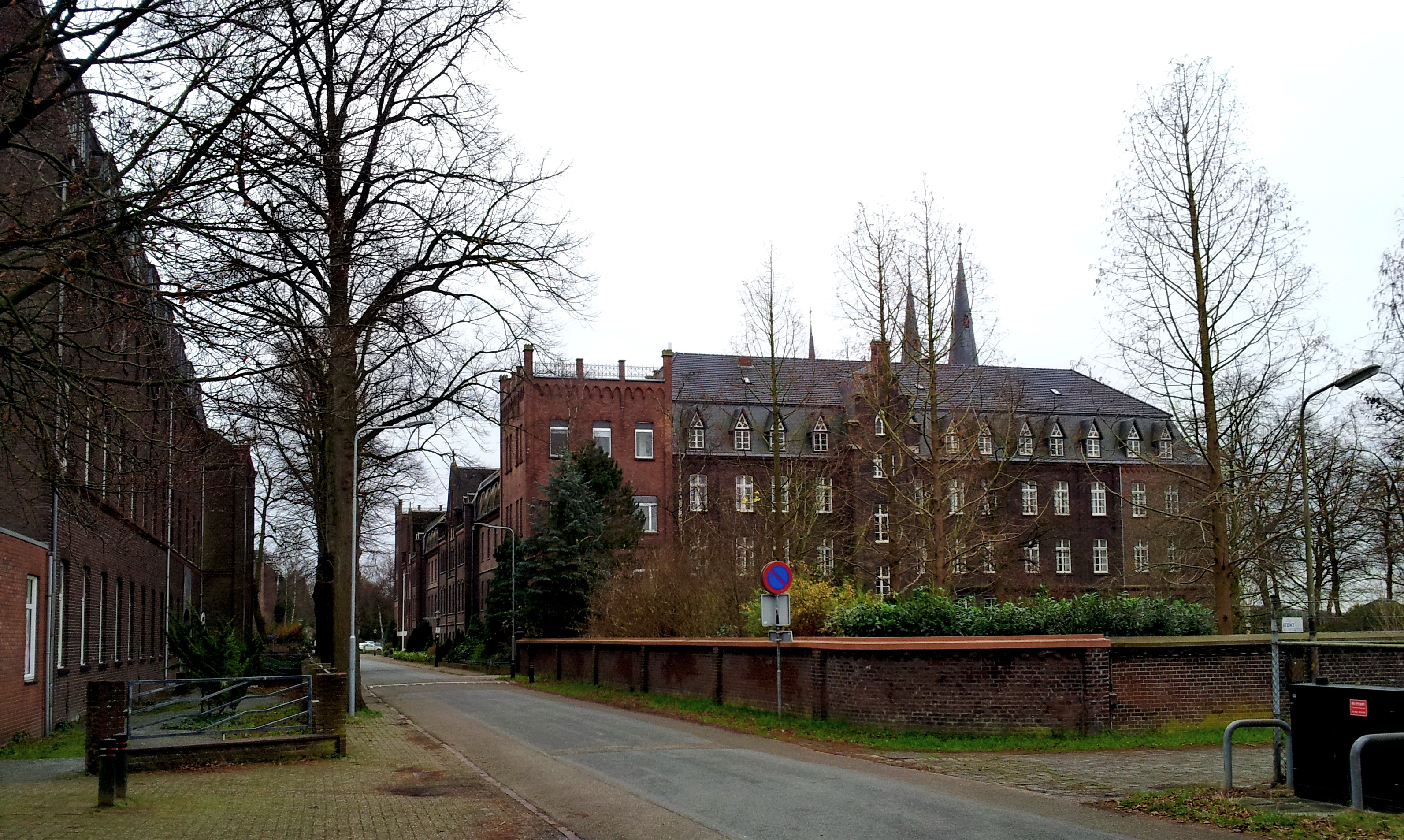
Sint Michaëlstraat met drukkerij (links) en St. Michaëlklooster

Het Sint-Michaëlklooster is een groot, bakstenen gebouw met een min of meer M-vormige plattegrond, waarvan de neogotische kloosterkerk het middelpunt vormt. Het drie verdiepingen tellende entreegebouw met puntgevel dateert uit circa 1884, maar is rond 1980 gemoderniseerd. Aan weerszijden bevinden zich verblijfsvleugels. De rechtervleugel dateert uit 1876 en is in 1878-1879 uitgebreid. De linkervleugel ontstond in 1884. De voorgevel aan de Sint Michaëlstraat toont op beide hoeken een torenachtig bouwwerk uit 1911-1912, bekroond door een boogfries en kanteelachtige schoorstenen en kolommen. De zuidvleugel heeft aan de Maaszijde een octogonale, torenachtige, zes verdiepingen tellende uitbouw, eveneens met kantelen. De structuur, met entreehallen, gangen en trappenhuizen, is in het interieur van de verblijfsgebouwen grotendeels in tact gebleven. In de voormalige aula dragen afgeschuinde vierkante kolommen van natuursteen grote spitsbogen. In de sacristie bevinden zich nog de authentieke paramentenkasten met gebeeldhouwde panelen.

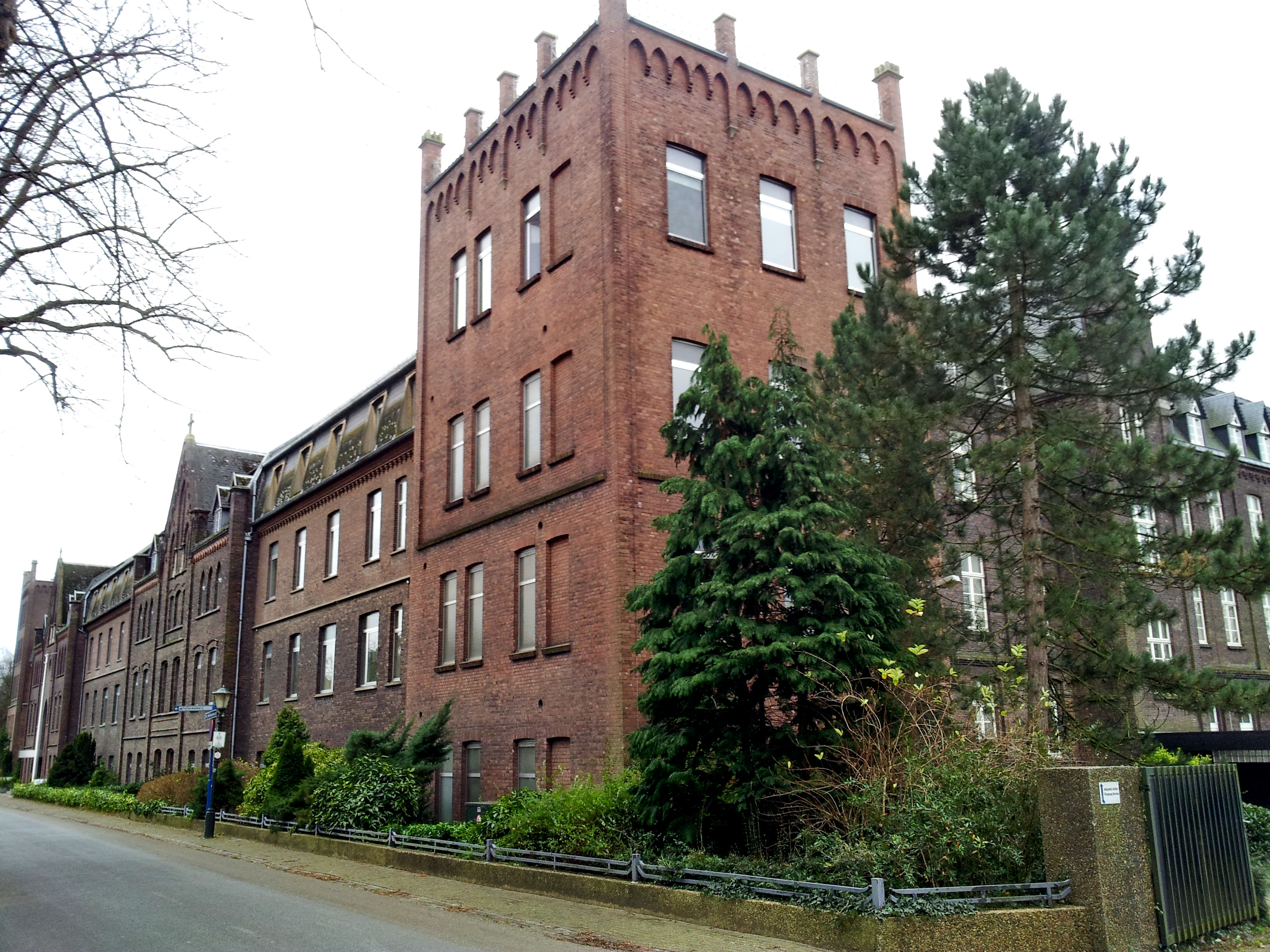
Klooster vanuit het noorden
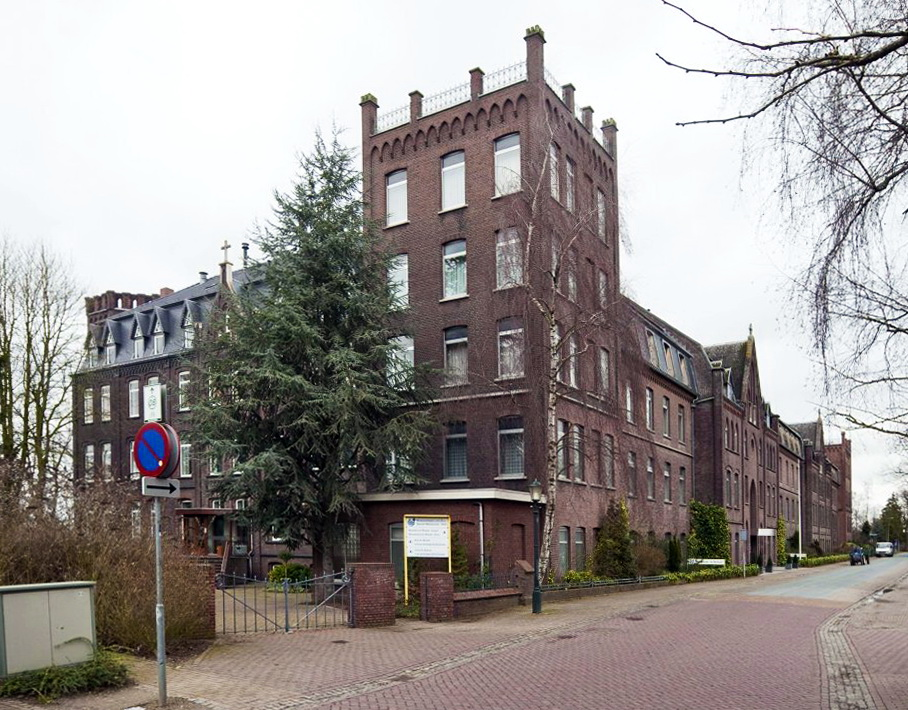
Zuid- en oostgevels
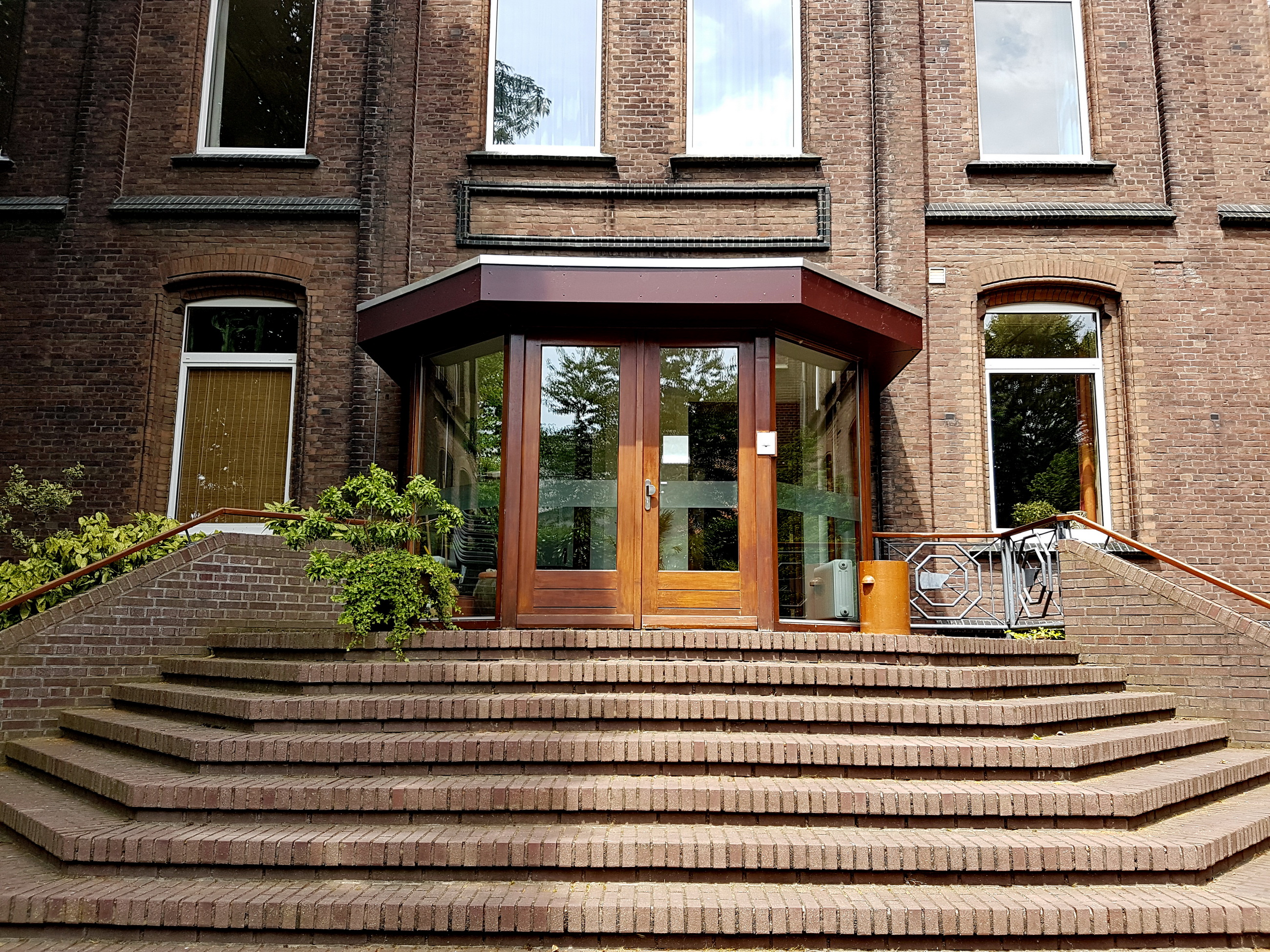
Hoofdingang zuidgevel
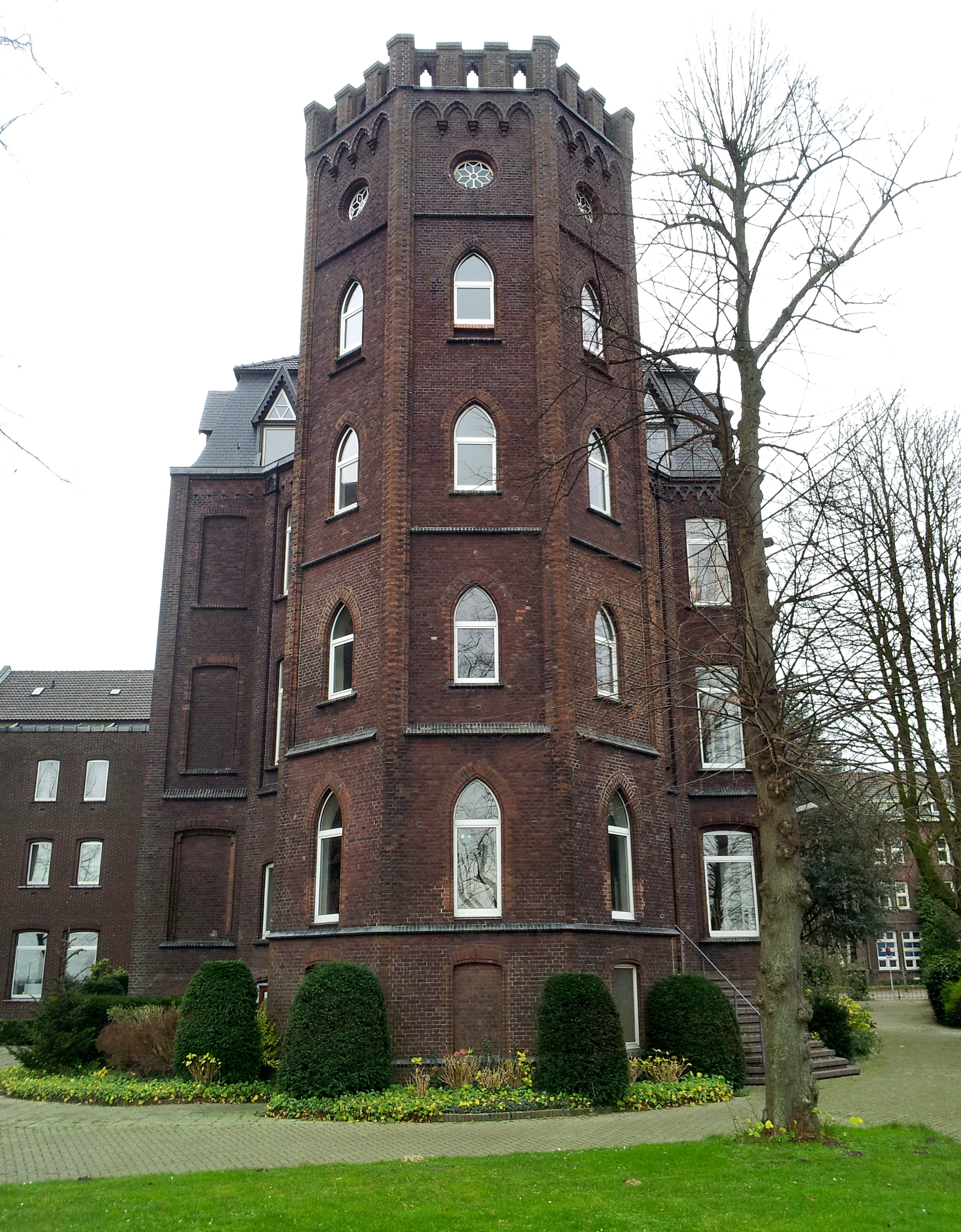
Octagonale zuidwesttoren

### Kloosterkerk

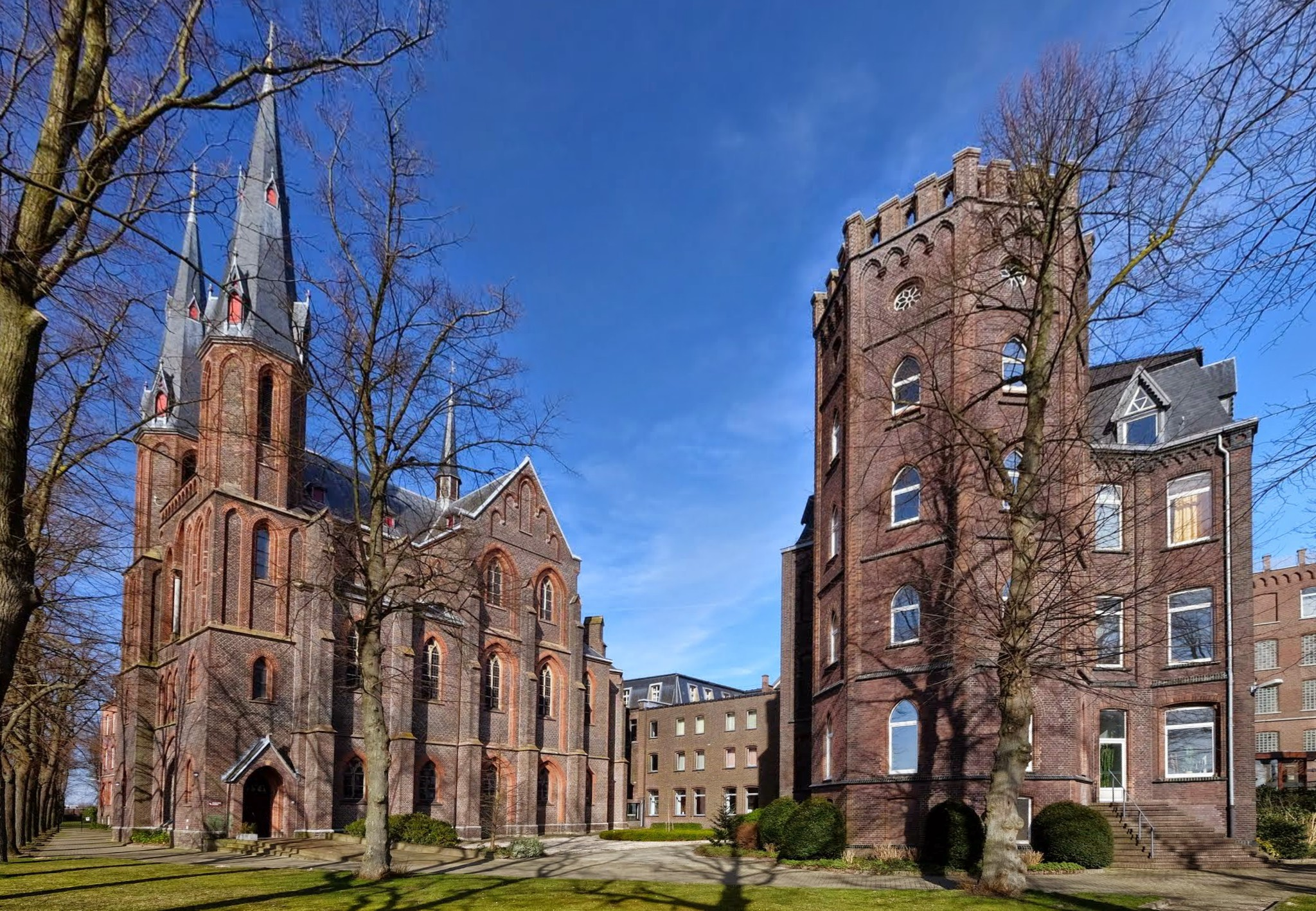
Kloosterkerk en zuidvleugel Missiehuis

De kloosterkerk van Sint-Michaël is een grote driebeukige dubbelkapel met een pseudotransept, kooromgang en straalkapellen. Het ontwerp is van de Keulse priester-architect Joseph Prill. De westzijde wordt gedomineerd door het hoge dubbeltorenfront, dat vanaf de overkant van de Maas van verre zichtbaar is. Tussen de torens bevindt zich twee loggia's of dwerggalerijen met spitsbogen. Het interieur van de bovenkerk heeft zijn neogotische inrichting grotendeels behouden. De hoog oprijzende zuilen hebben goudbeschilderde bladkapitelen. Op het priesterkoor staat een rijk gebeeldhouwd neogotisch vleugelaltaar. De straalkapellen bezitten gebrandschilderde ramen met afbeeldingen van heiligen die verbonden zijn met de missie. De gemoderniseerde benedenkerk heeft zware pijlers waarop kruisribgewelven steunen. Door het lage gewelf heeft dit deel de sfeer van een crypte. In het westelijk deel bevindt zich, sinds zijn zaligverklaring in 1975, de graftombe van Arnold Janssen. De moderne glas-in-betonramen hebben sprankelende kleuren. De benedenkerk is in tegenstelling tot de bovenkerk openbaar toegankelijk.

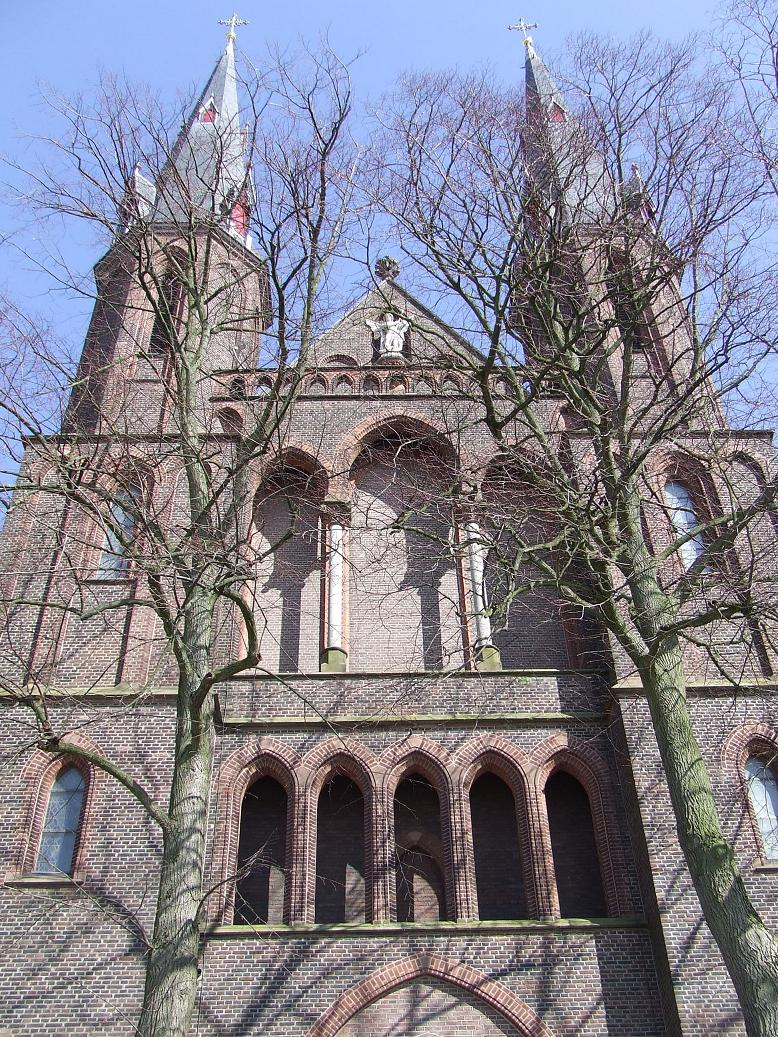
Tweetorenfront kloosterkerk
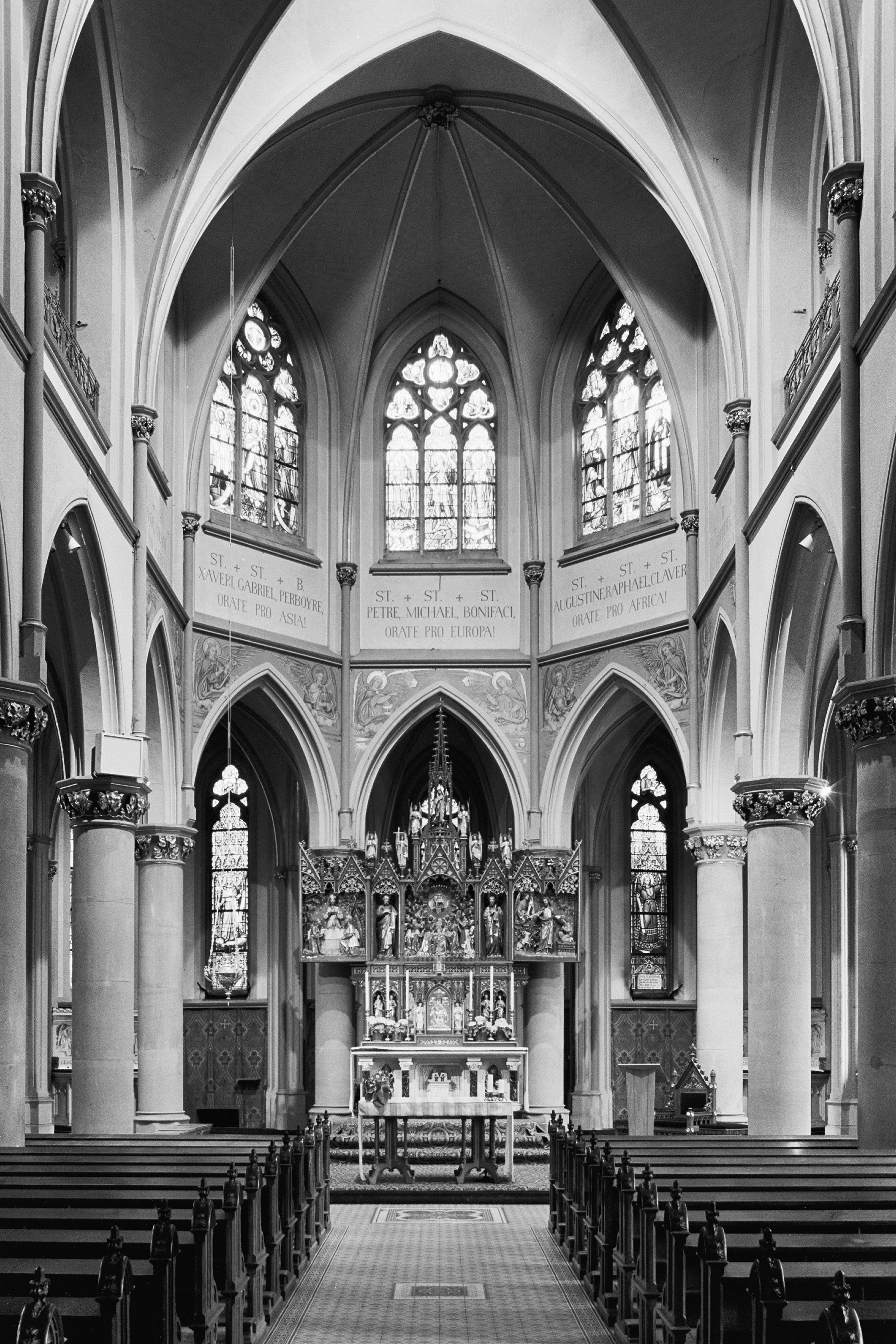
Interieur bovenkerk
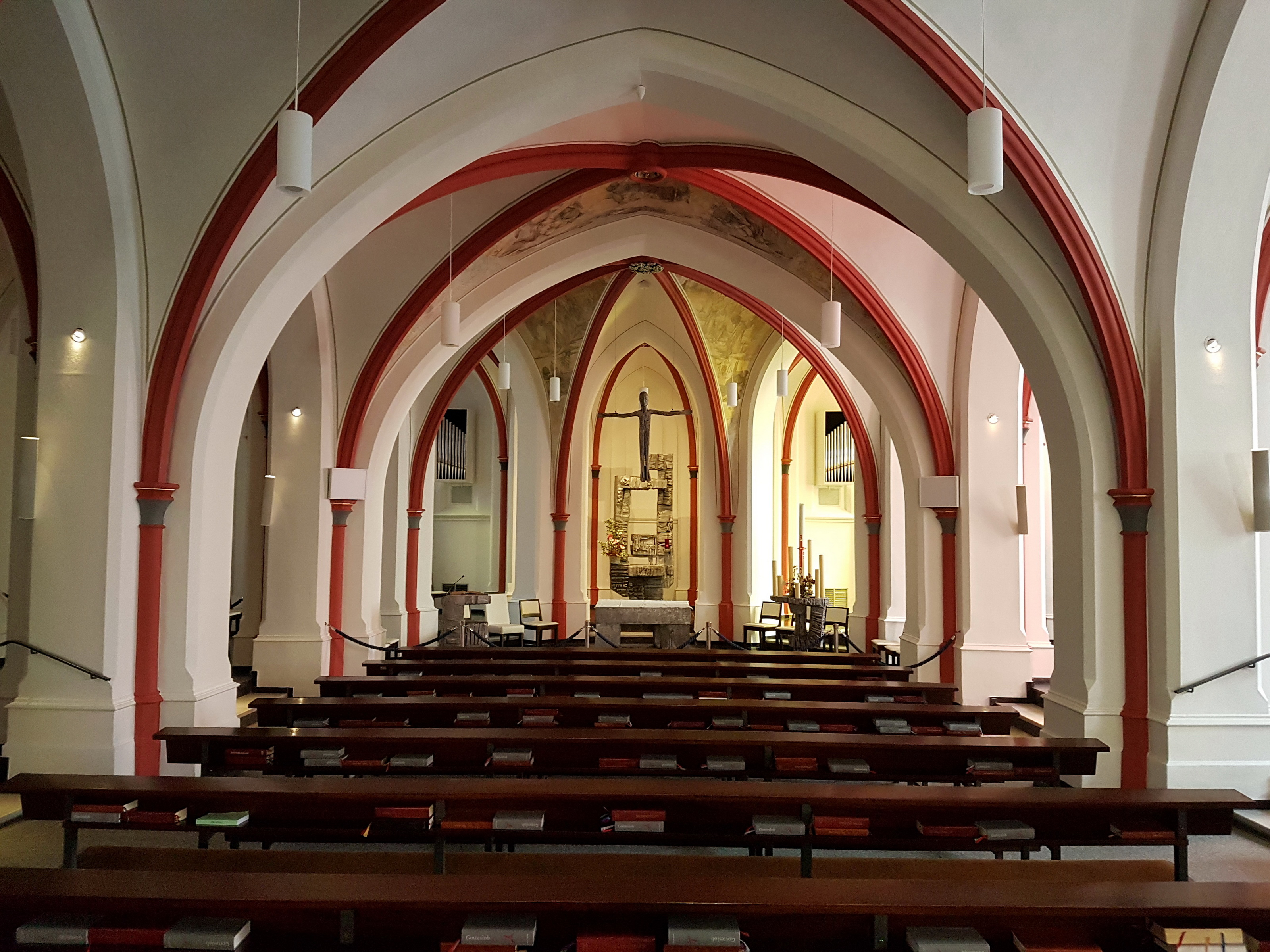
Interieur benedenkerk
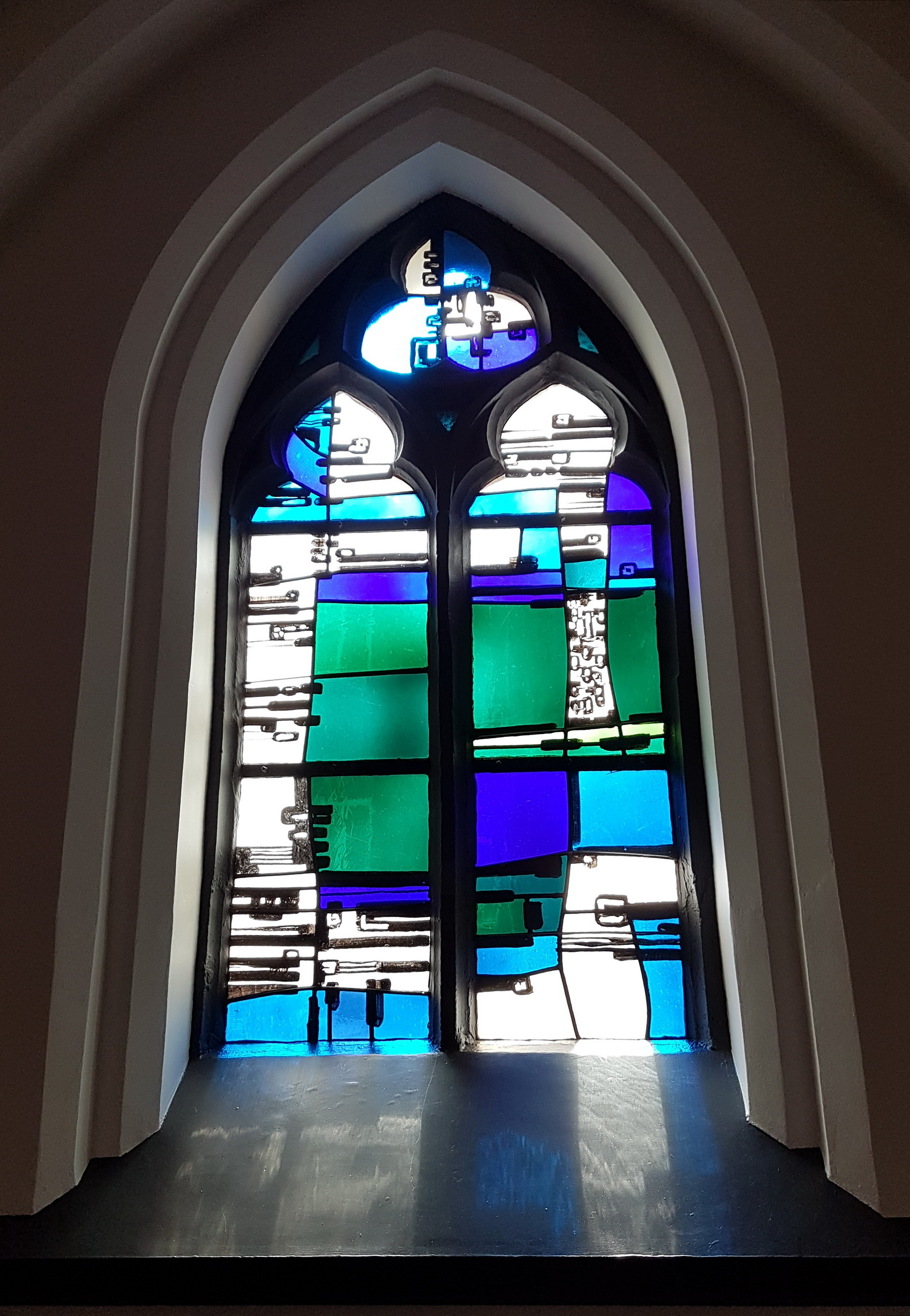
Glas-in-betonvenster

### Sint-Gregorklooster en Missiemuseum
Het Sint-Gregorklooster bestaat uit twee delen: Oud en Nieuw Sint-Gregor. Onderdeel van Oud Sint-Gregor is het voormalige wijnkopershuis Moubis uit 1810. Hier vestigden zich in 1876 Kanunnikessen van Sint-Augustinus van de Congregatie van Onze-Lieve-Vrouw uit Essen, die er een vleugel aan toevoegden en het 'Notre-Dame' noemden. Na hun vertrek in 1890 vestigden zich hier de missiezusters van Steyl. In de oude kloostervleugel bevindt zich de sterfkamer van de op 29 juni 2008 zalig verklaarde Hendrina Stenmanns ("moeder Josepha"), die na een verwoestende brand in 2008 is gerestaureerd en heringericht. Tot 2008 was in het complex het Limburgs Schutterij Museum gevestigd. De gevels met hardstenen deur- en vensteromlijstingen en het mansardedak zijn min of meer ongewijzigd. In het interieur zijn onder meer stucplafonds en twee schouwen in empirestijl bewaard gebleven. De haaks hierop aansluitende kloostervleugel met gebroken schilddak dateert uit 1876. De werkkamer van Arnold Janssen bevindt zich eveneens in Oud Sint-Gregor, dat rond 1895 werd verbouwd tot noviciaat en generalaat. Het complex werd in 1930 uitgebreid en deed tot voor kort dienst als verzorgingshuis voor bejaarde missiepaters. Van het U-vormig Nieuw Sint-Gregor vormt de kapel (met aanbouw) de zuidvleugel.

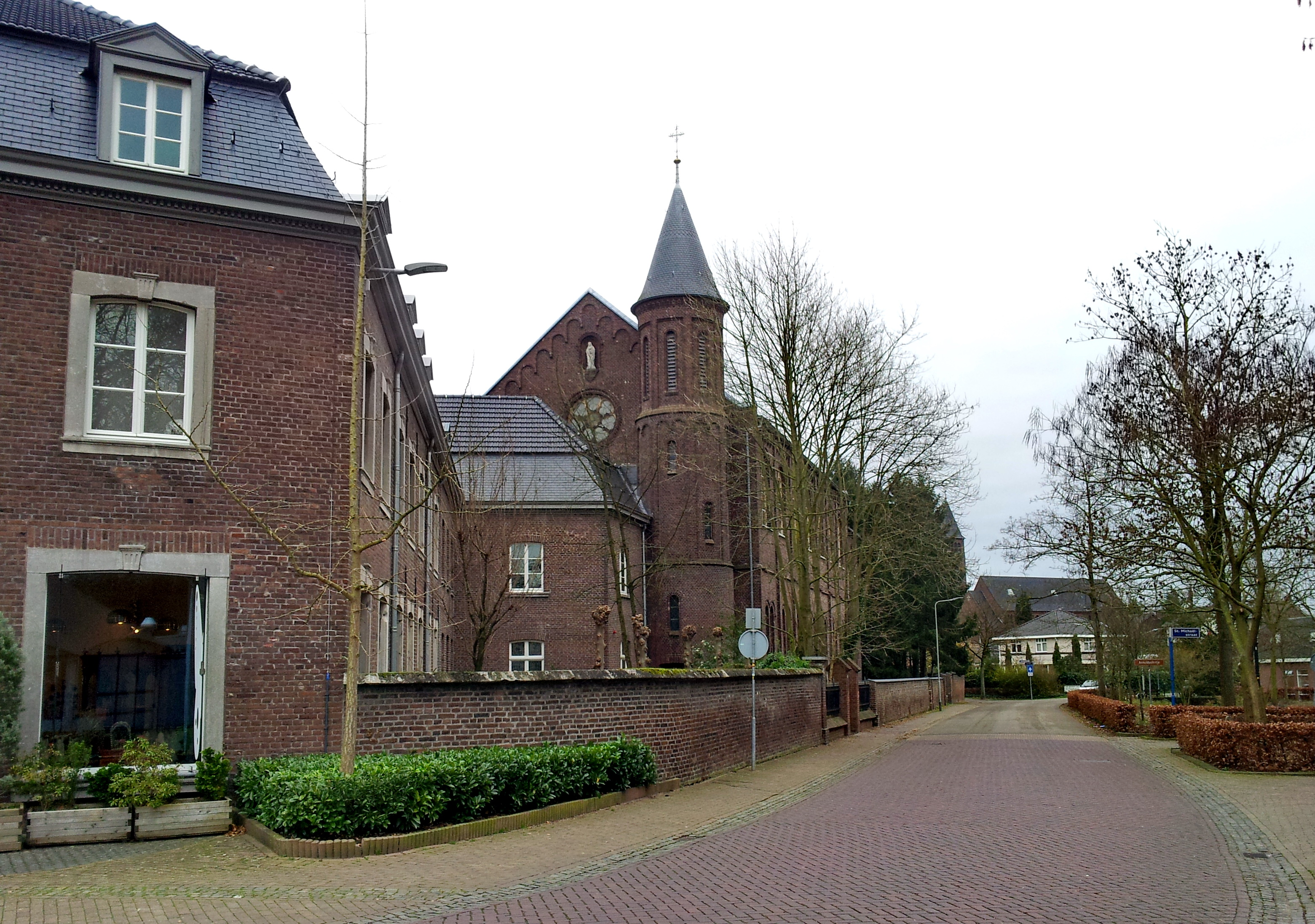
Wijnkopershuis Moubis (links) en Sint-Gregorkapel

De Sint-Gregorkapel is een bakstenen dubbelkapel uit omstreeks 1895. De westelijke traptoren wordt bekroond door een leien kegeldak. De kapel telt zeven traveeën waarin rondboogvensters zijn geplaatst, de onderste vensters met dubbele rondbogen. Langs de dakrand loopt een rondboogfries. Het interieur van de boven- en benedenkapel zijn vrijwel identiek aan een dubbele rij van zes granieten zuilen met kubusvormige kapitelen. De benedenkapel heeft kruisribgewelven, de bovenkapel een tongewelf. De benedenkapel is bij de bouw in tweeën gedeeld: het westelijk deel werd toebedeeld aan de missiezusters, het oostelijk deel aan de slotzusters. Waarvoor de bovenkapel diende, is niet bekend. De bovenkapel is in 1970 als bibliotheek ingericht. In de kapel opende in 2016 het pop-up Forgiveness Museum, dat aandacht schenkt aan het gegeven dat de van oorsprong Duitse kloosters in Steyl aan het eind van de Tweede Wereldoorlog maandenlang schuilgelegenheid boden aan honderden inwoners van het dorp.  Over dit bijzondere oorlogsverhaal verscheen in 2015 het boek 100 dagen in de kloosterkelders van Steyl. Het boek is inmiddels ook in de Duitse en Engelse taal uitgekomen. In 2022 is een film over oorlogsverhaal van de kloosterkelders opgenomen, die eind december dat jaar werd vertoond.
Het Missiemuseum Steyl is gehuisvest in een tweetal gebouwen die deel uitmaken van het Missiehuis Steyl. De bezoekersingang, kassa en tijdelijke expositieruimte bevinden zich op de begane grond van het oudste bouwdeel, het wijnkoophuis Moubis. Het andere gebouw dateert uit circa 1895 en was onderdeel van het noviciaatshuis van de missiepaters. Het museum bezit dankzij de verzamelwoede van de paters van Steyl een unieke volkenkundige en natuurhistorische collectie. De indeling en presentatie zijn sinds 1931 nauwelijks veranderd.

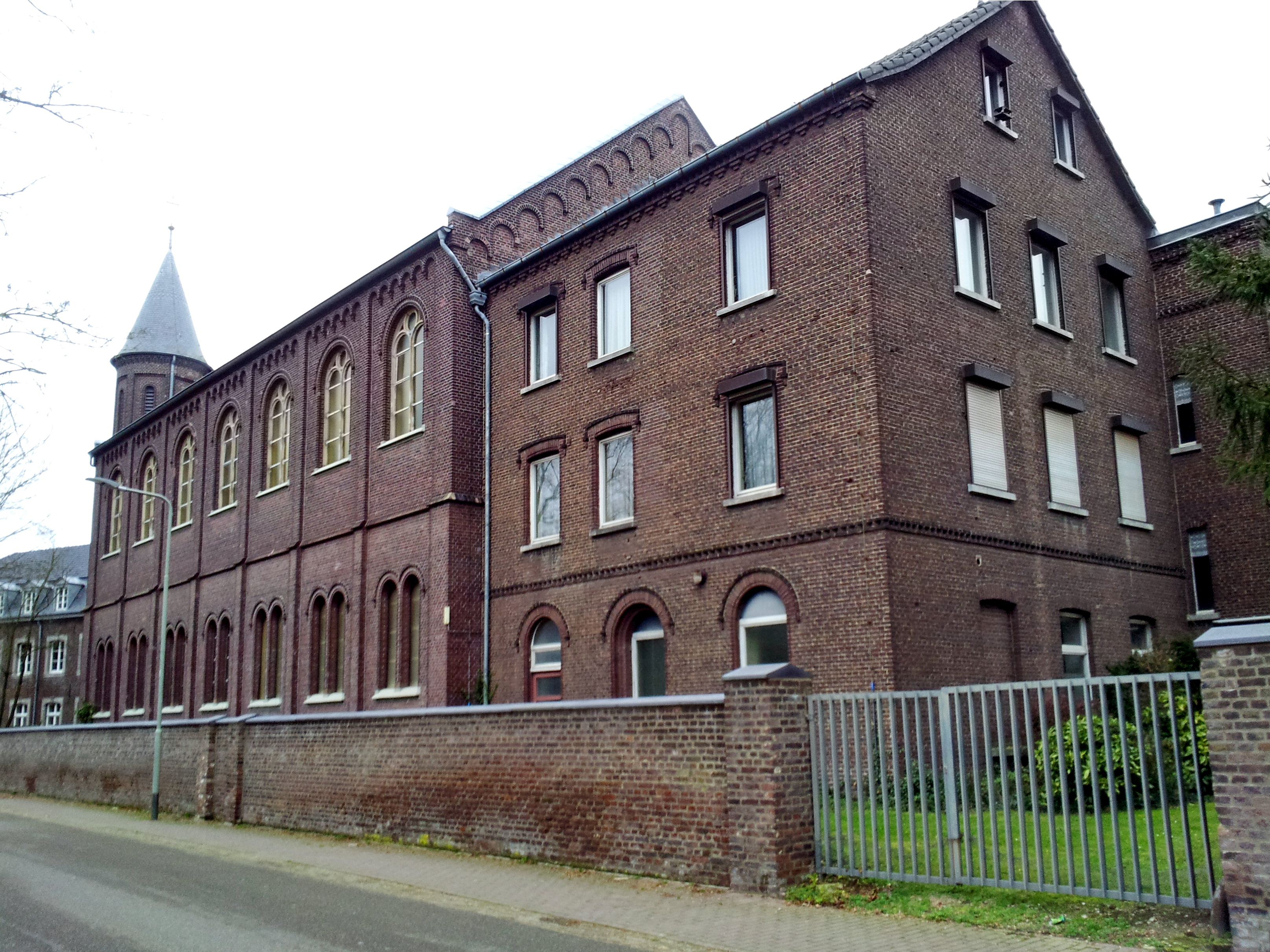
Sint-Gregorkapel en aanbouw
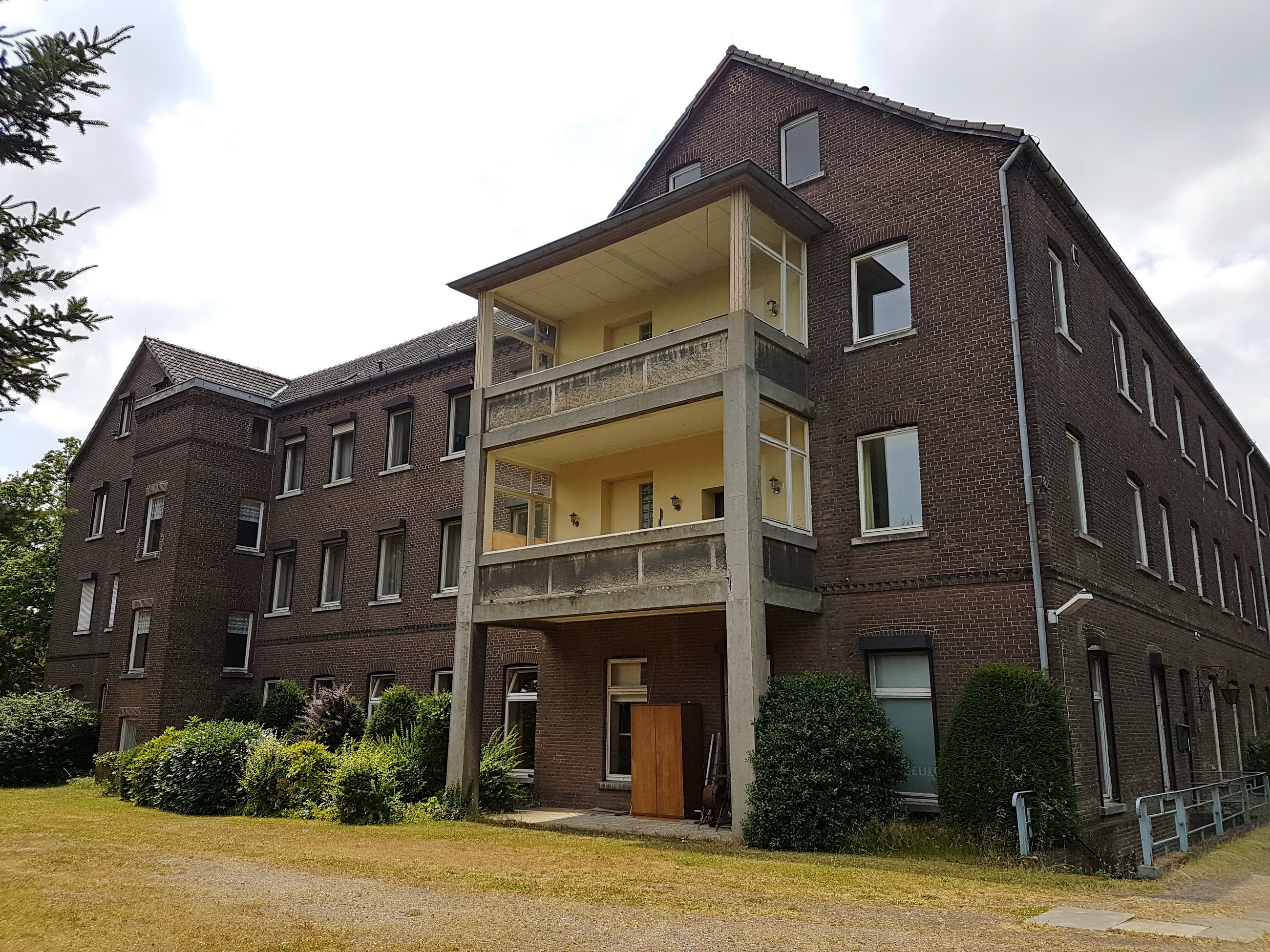
Nieuw Sint-Gregor
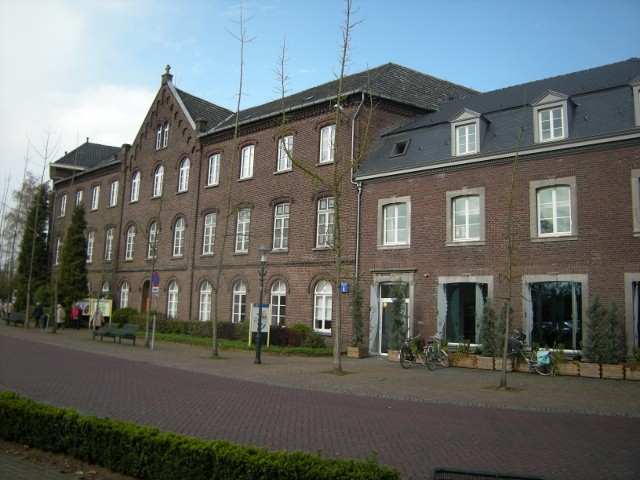
Missiemuseum
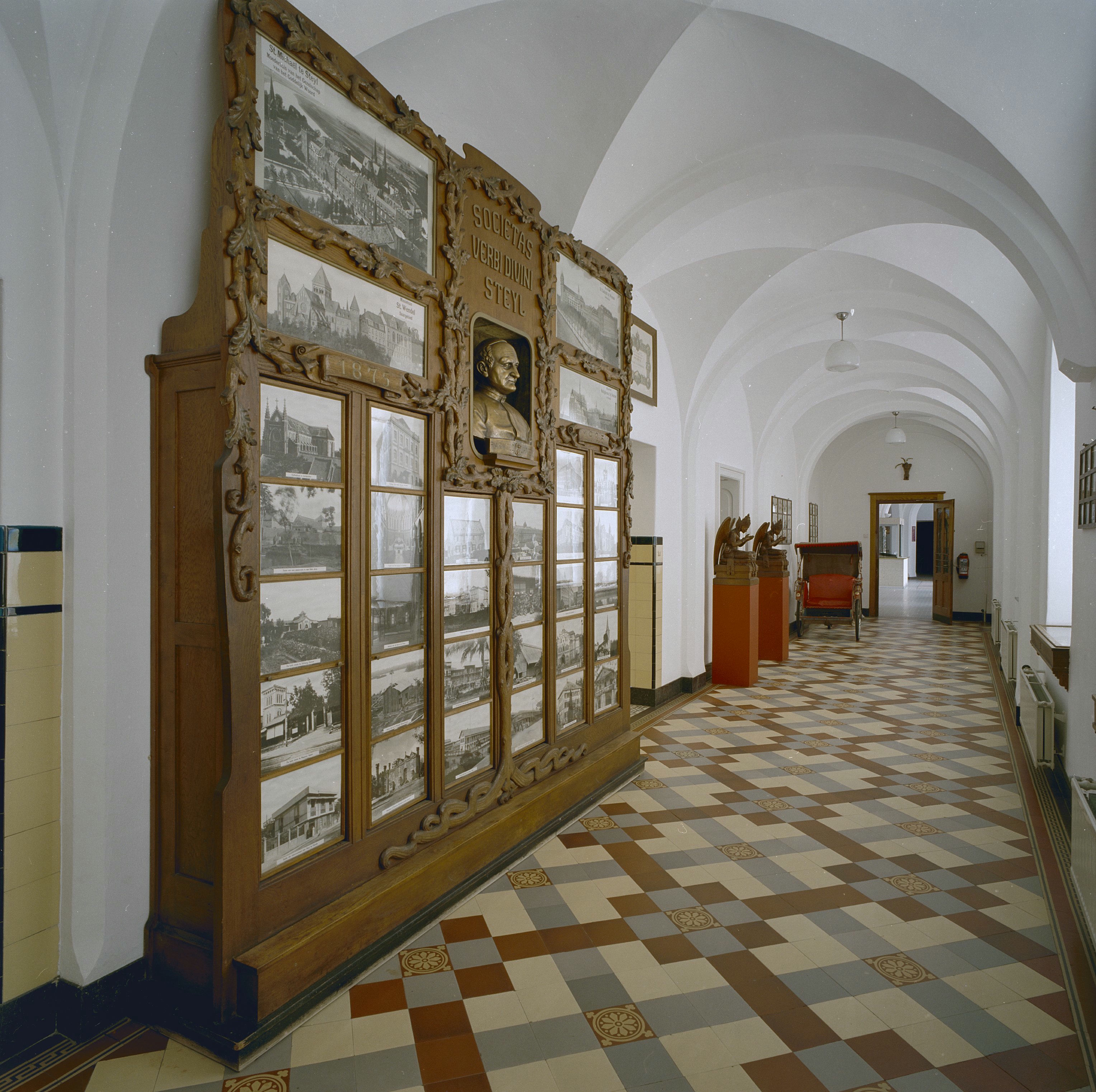
Interieur Missiemuseum

### Drukkerij en ketelhuis
Het hoofdgebouw van de kloosterdrukkerij en boekbinderij uit 1894 bevindt zich op de hoek van de Sint Michaëlstraat en de Parkstraat. De afgeschuinde hoek van de bakstenen gevel is versierd met een rondboognis, waarin een beeld van Sint-Jozef onder een baldakijn is geplaatst. Het daarachter liggende drukkerijcomplex heeft elf sheddaken. Hier werd bijna een eeuw lang (tot 1967) het geïllustreerde maandblad Katholieke Missiën gedrukt. In 2004 sloot het drukkerijcomplex. Sinds 2014 is hier de culturele attractie Wereldpaviljoen gevestigd.
Ten noordoosten van de drukkerij werd in 1909 de machinehal gebouwd, waarin een stoommachine werd geplaatst, die begin 20e eeuw de drukkerij en naderhand alle kloosters in Steyl van stroom voorzag. In de machinehal staat naast de stoommachine uit 1909 een stoomturbine uit 1956. De met geel en bruin geglazuurde baksteen beklede stoomketels in het aansluitende ketelhuis dateren uit het begin van de jaren 1950, toen het gebouw met een etage verhoogd werd. In 2008 zijn deze gebouwen geadopteerd door de Stichting Behoud Monumenten Steyl. Ook de bakstenen schoorsteen uit circa 1900 is een rijksmonument. Op 'stoomdagen' zijn de machines in werking te zien.

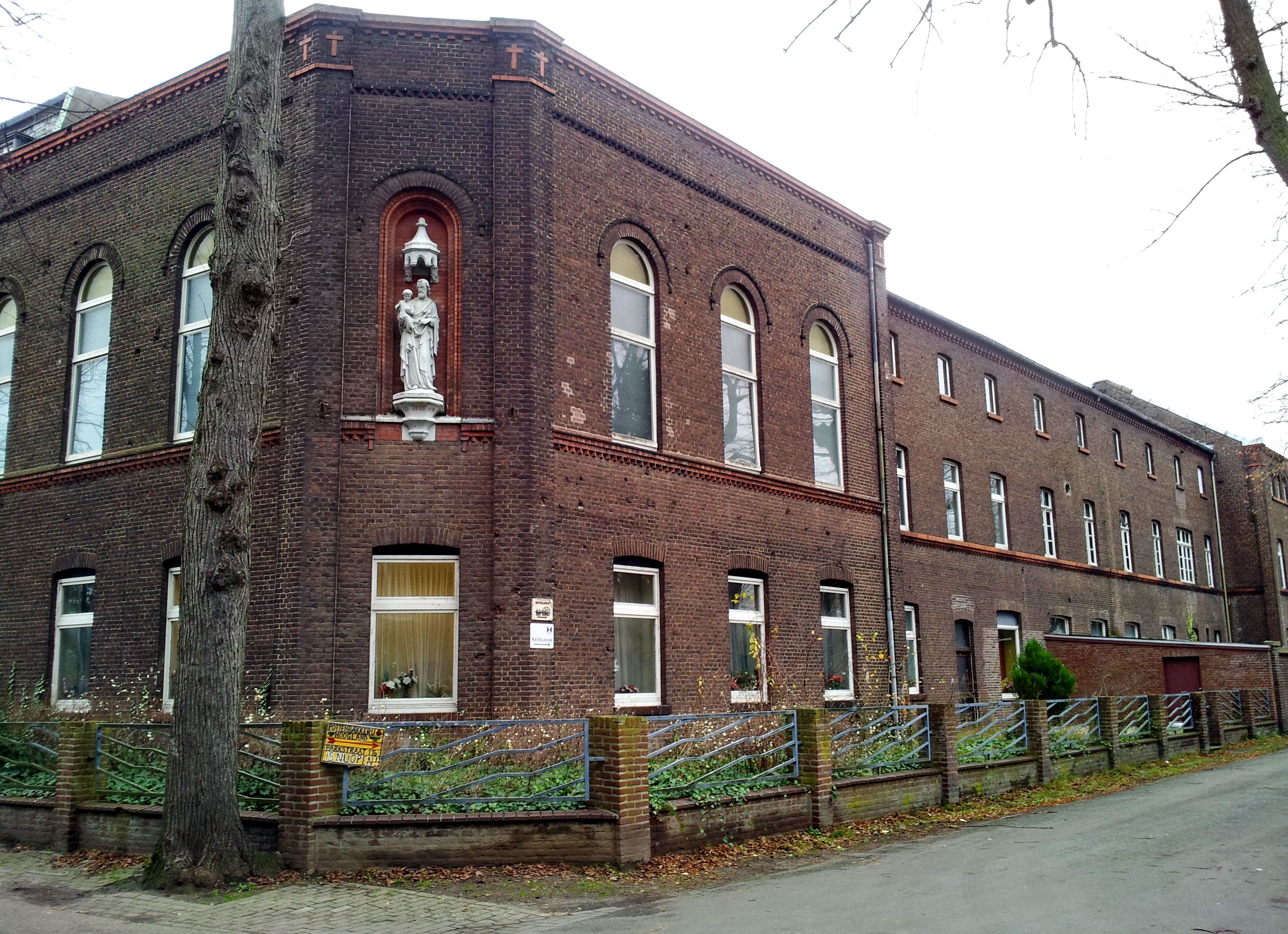
Hoofdgebouw drukkerij
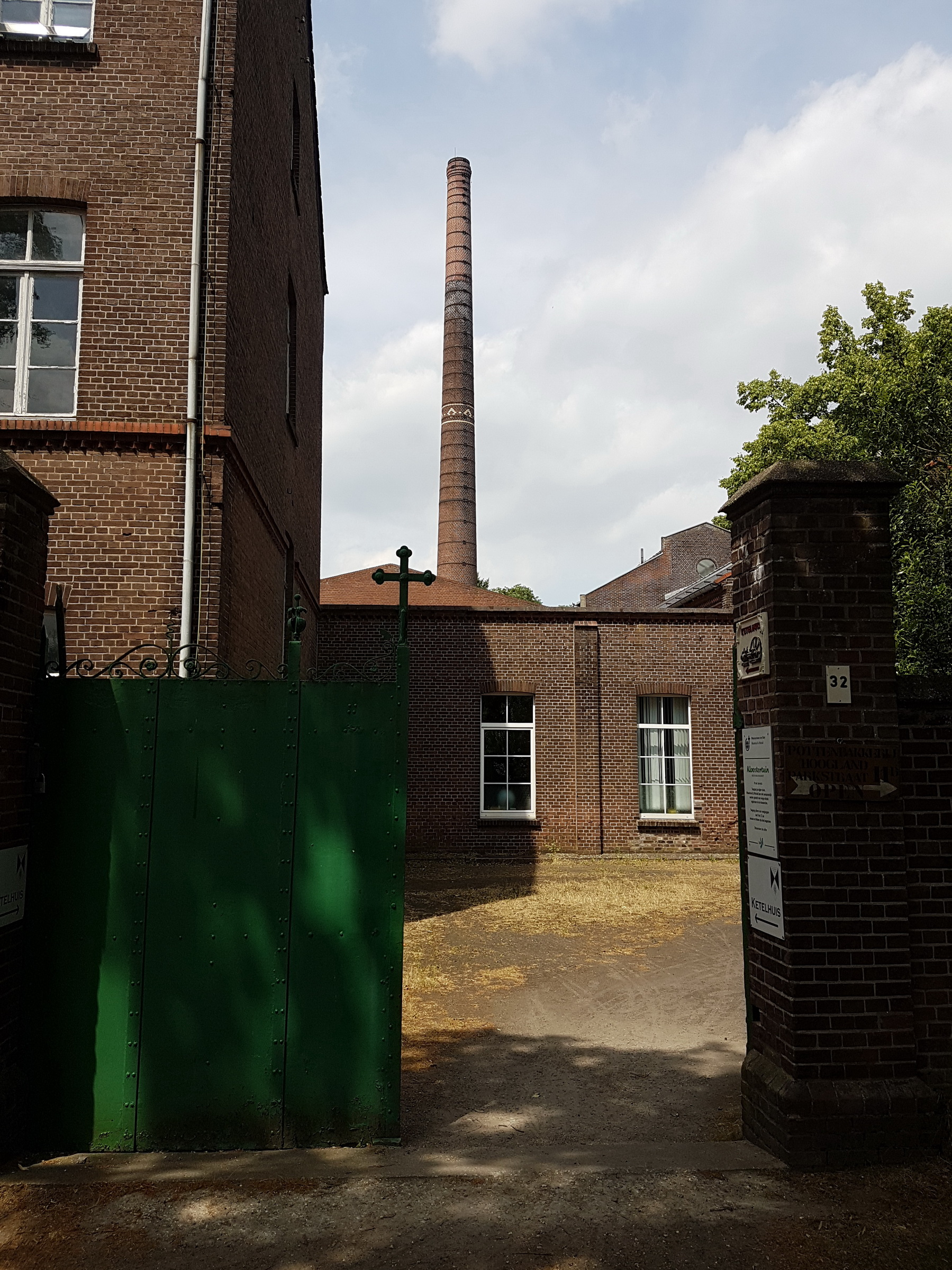
Poort en schoorsteen
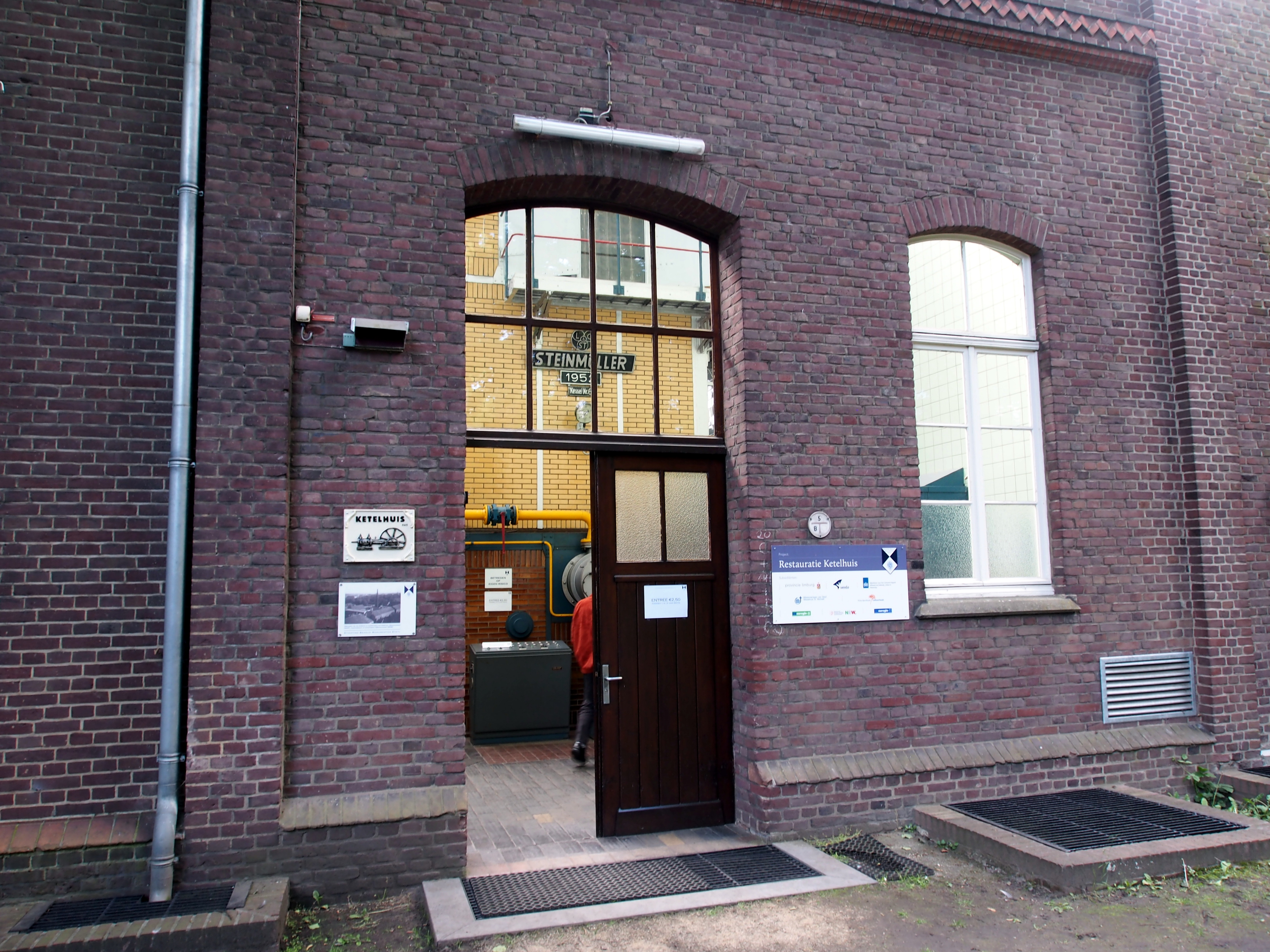
Entree ketelhuis
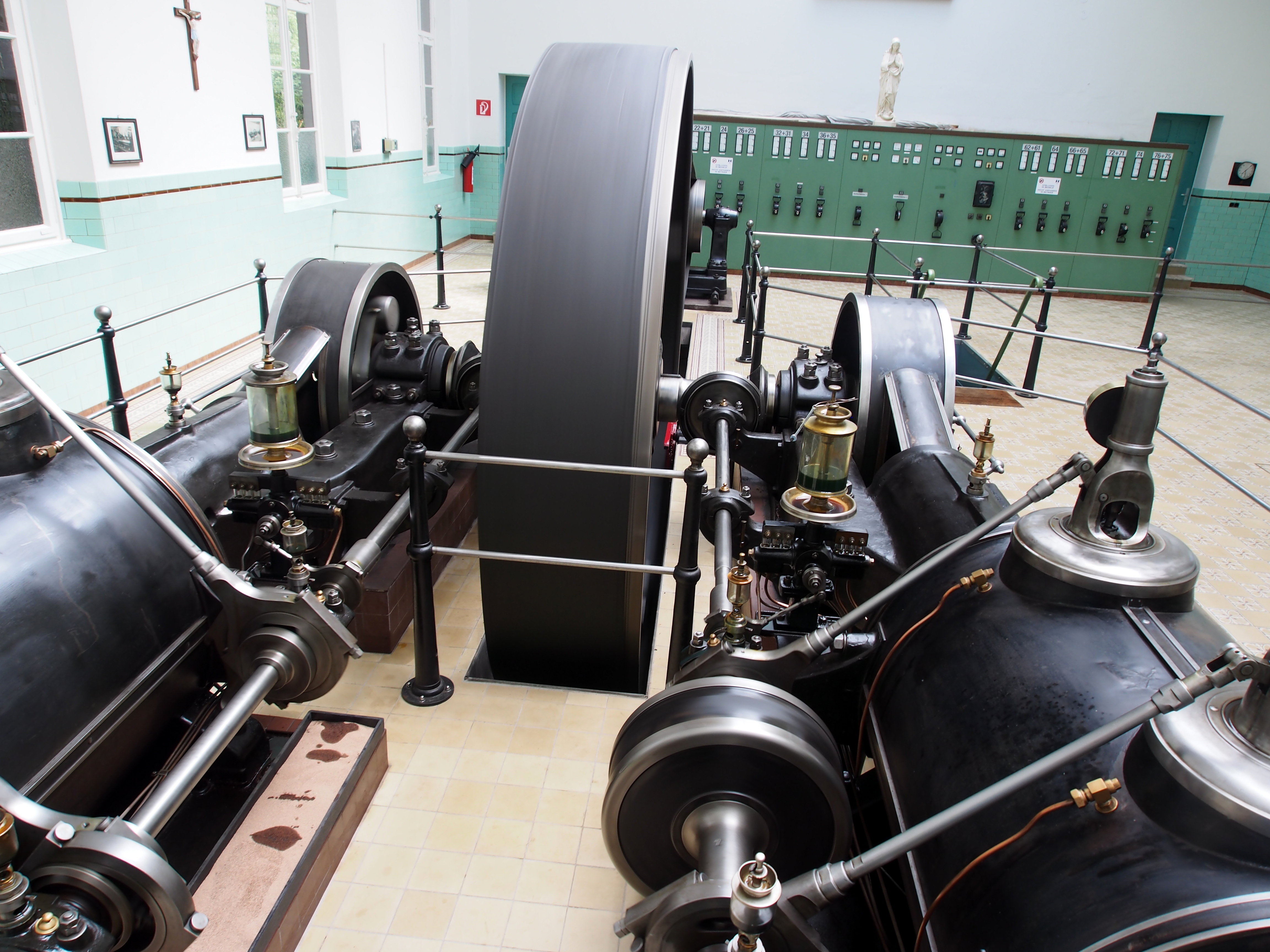
Stoommachine uit 1909

## Kloostertuin

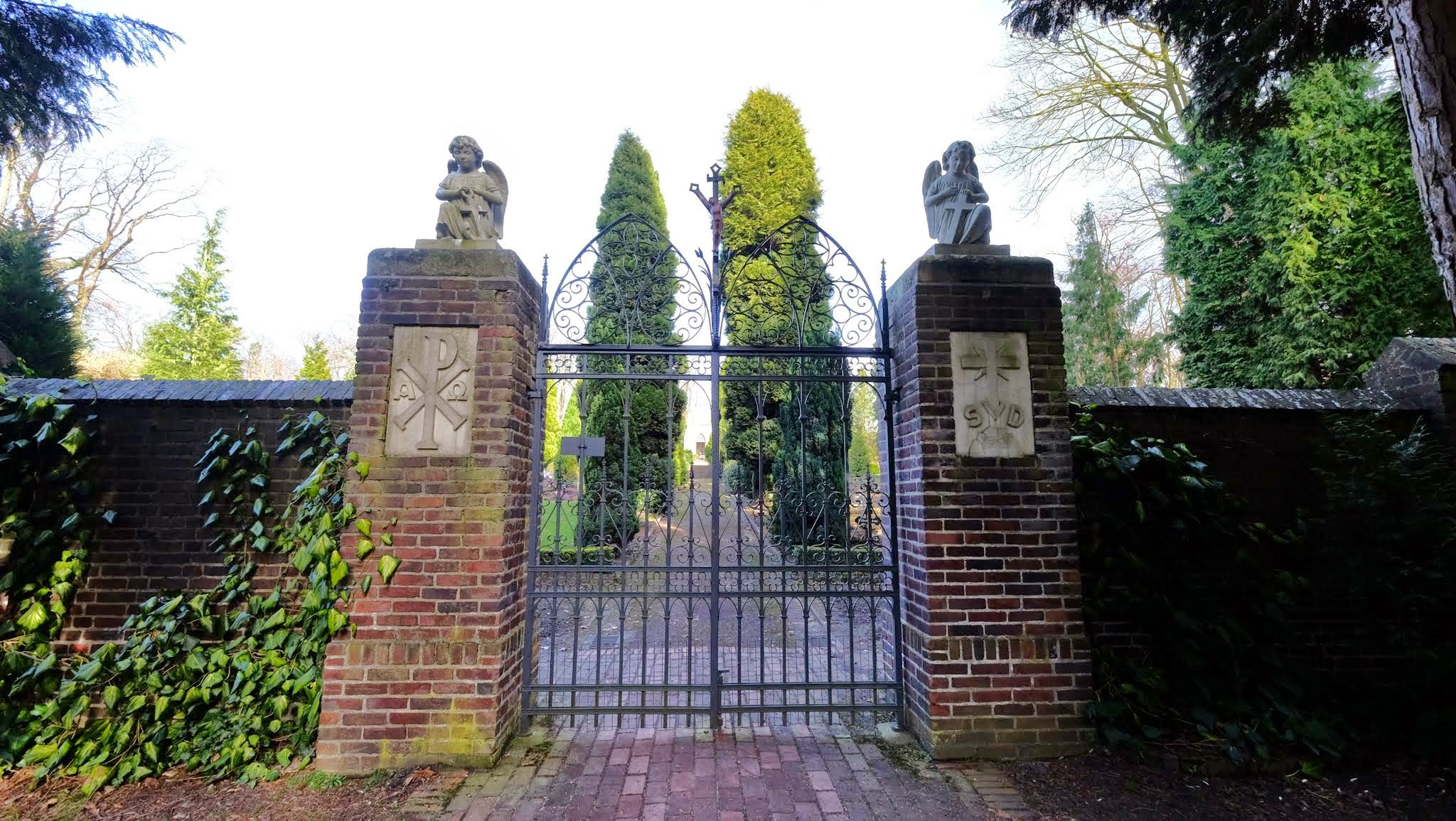
Toegangshek
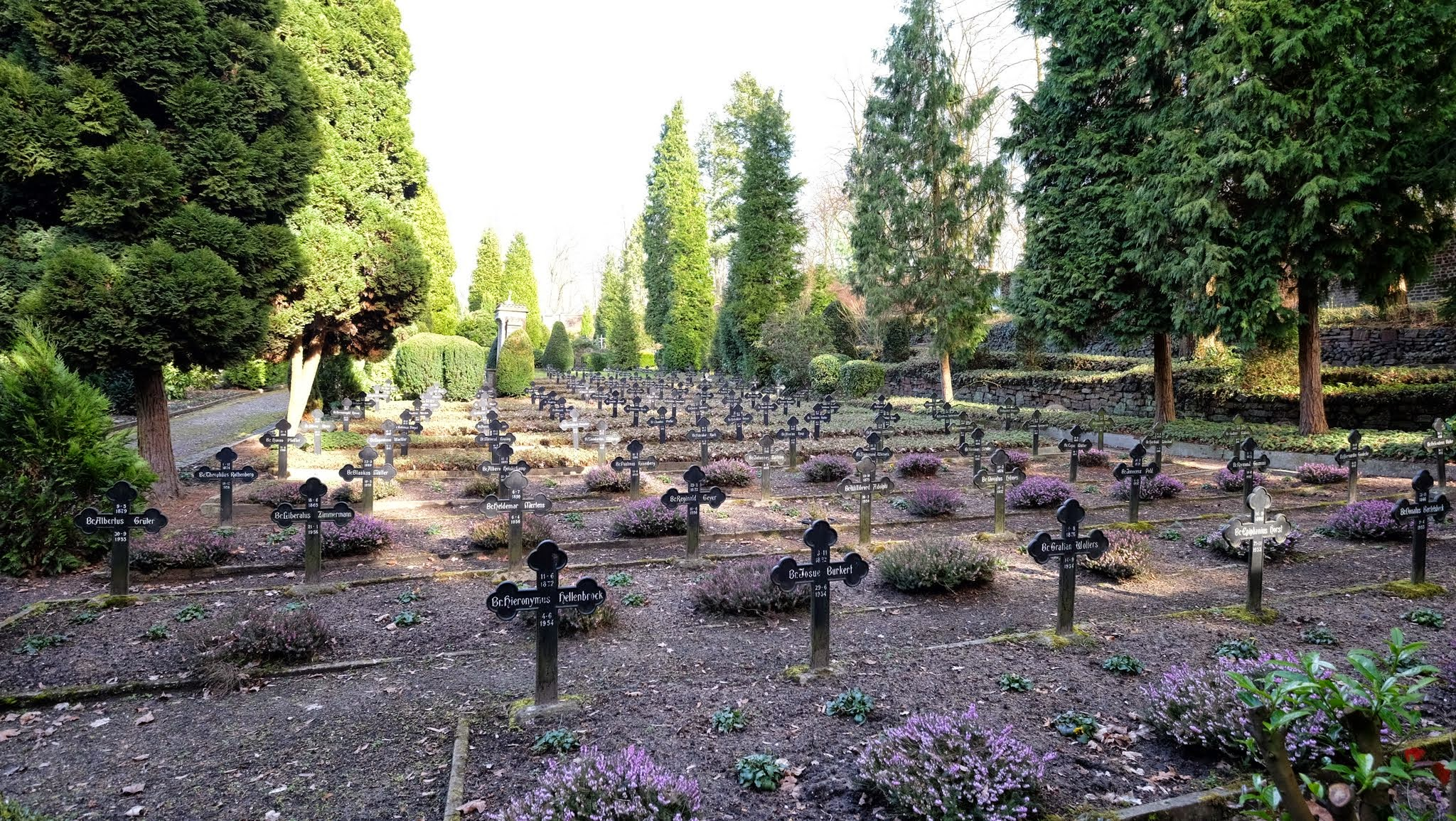
Grafkruisen
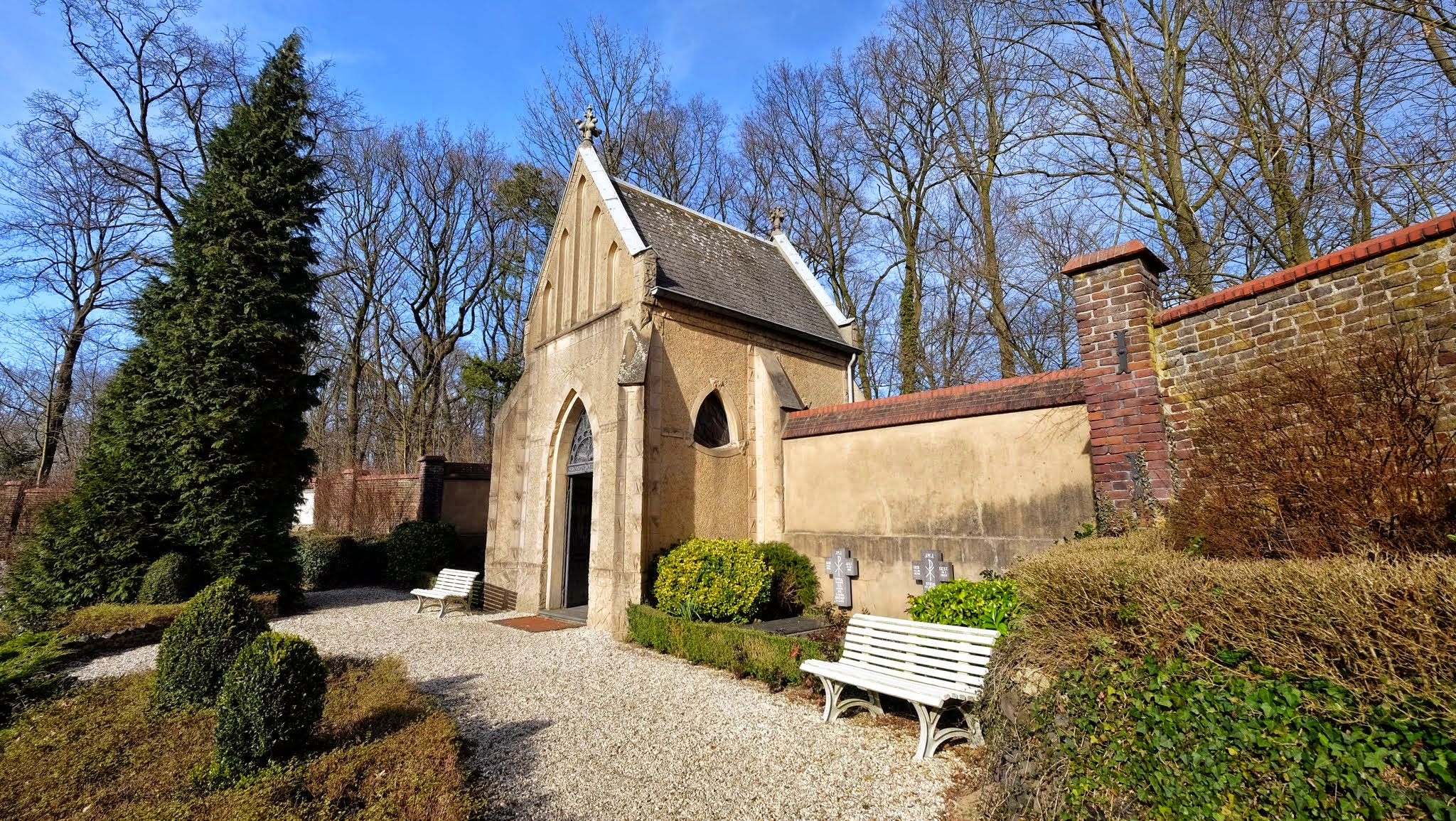
Kerkhofkapel
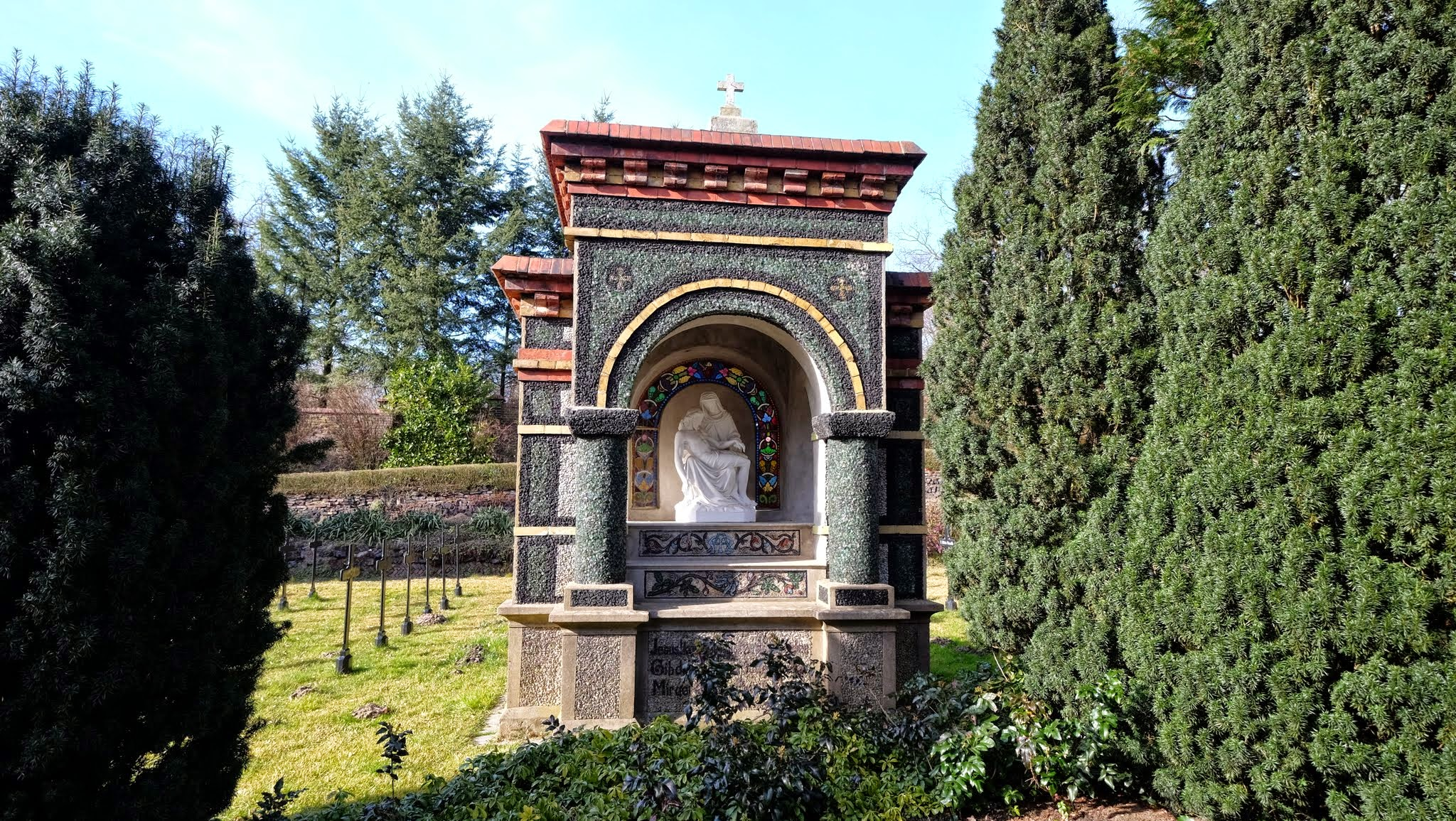
Piëta

De laat-19e-eeuwse kloostertuin van het Missiehuis wordt begrensd door de Maas in het westen, de Kloosterstraat in het noorden, de Zustersstraat in het noordoosten, de Arnoldus Janssenstraat in het oosten en de Veerweg in het zuiden. Dit grote gebied wordt doorsneden door een aantal openbare wegen, waaronder de Sint Michaëlstraat en de Parkstraat. De hierdoor gevormde drie compartimenten van het park worden door hoge bakstenen kloostermuren van de openbare weg afgescheiden.

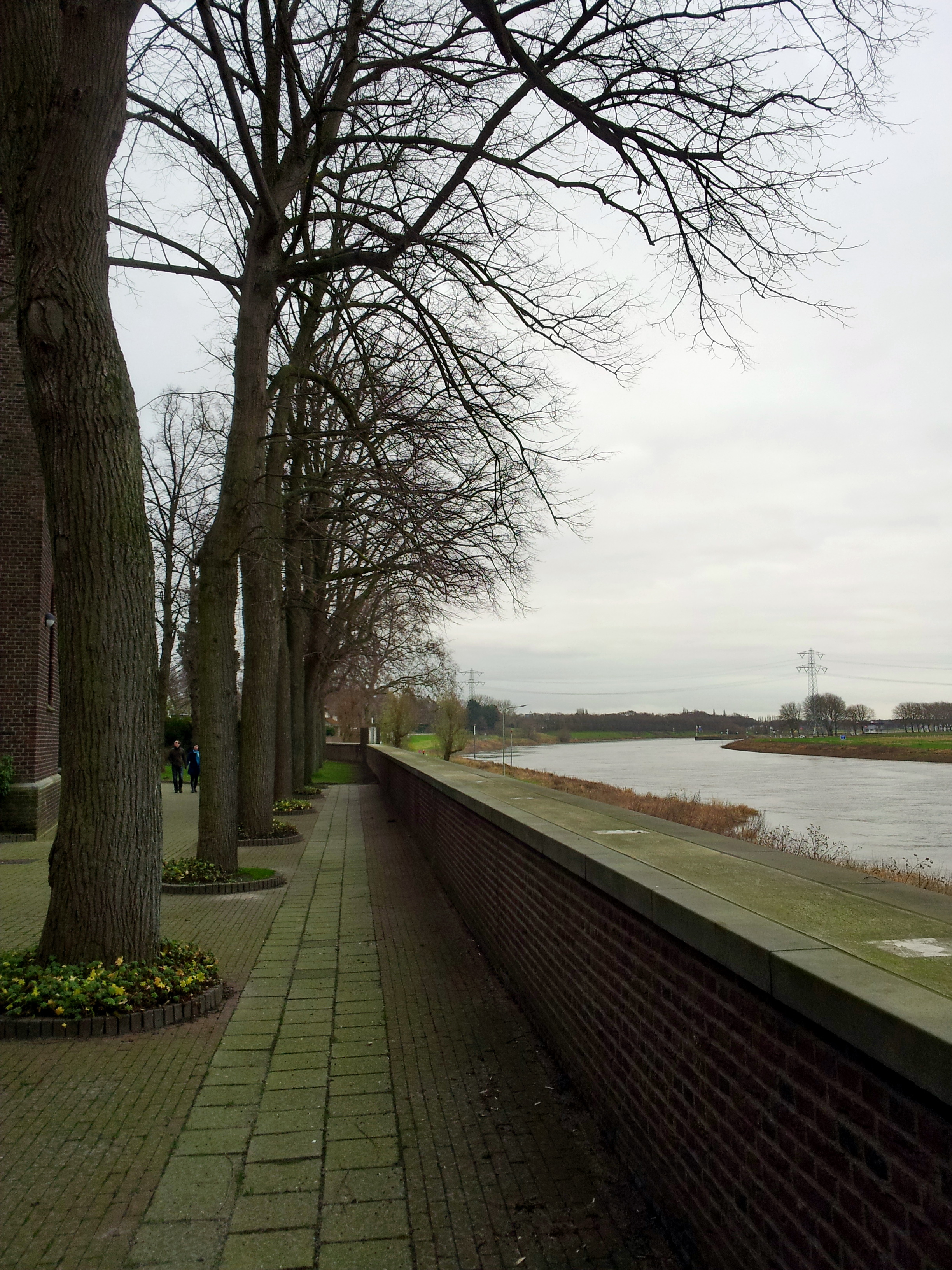
Bomenrij langs de Maas

Het gedeelte langs de Maas bij het eigenlijke klooster is het kleinste. Het is op de rand van het Maasterras aangelegd, op de plaats van het vroegere veerhuis en de herberg. De wandelpaden zijn hier verhard. Het hoog opgaande geboomte, deels uit eind 19e eeuw, bestaat onder andere uit linde (in rijen geplant), acacia, robinia en witte paardenkastanje. Rondom het Missiehuis zijn borders en hagen met jongere bomen en heesters. Vermeldenswaard is een grote buxusstruik, palmboom genoemd vanwege het gebruik om op Palmzondag afgesneden takken van deze struik in de kerk te laten wijden en deze als "palmtak" aan kruisbeelden in en rondom de gebouwen te bevestigen.

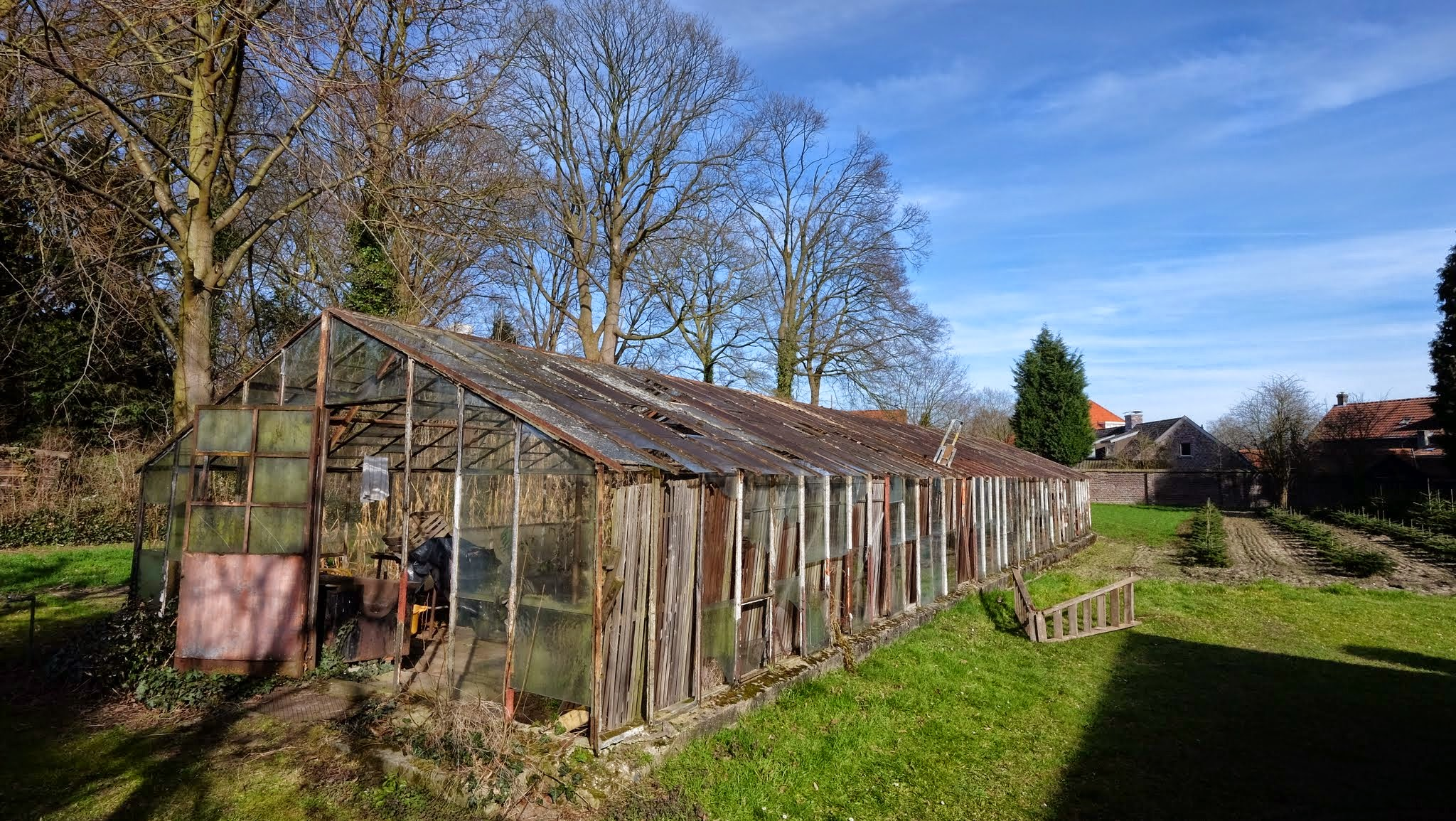
Kas van ijzer en glas, ca. 1925

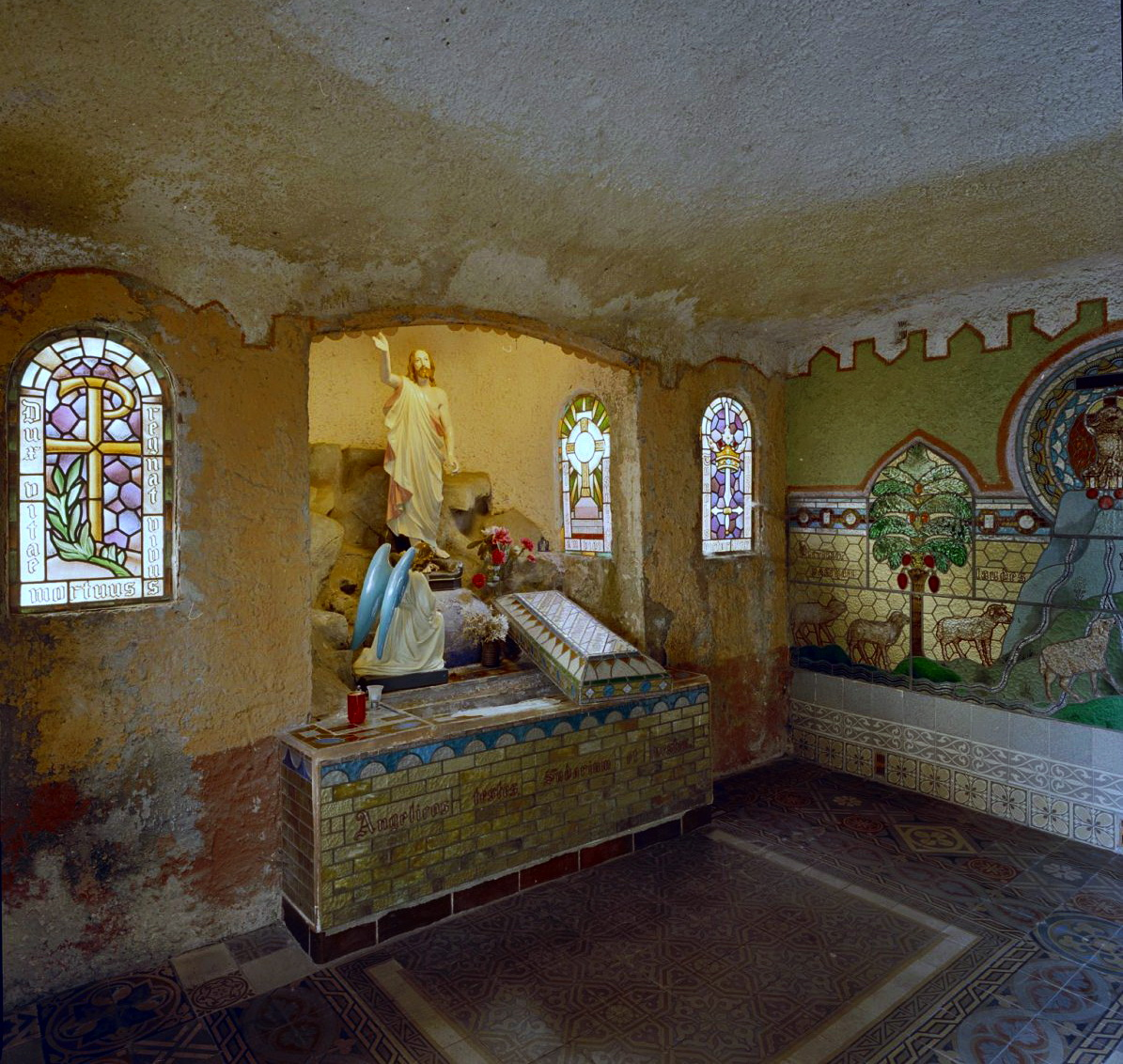
Interieur Verrijzeniskapel

Aan de overkant van de Sint Michaëlstraat, oorspronkelijk behorend bij het Sint-Gregorklooster, bevindt zich een grote tuin die ten dele utilitair is ingericht en ten dele als devotiepark. Onverharde paden scheiden de meestal rechthoekige onderdelen van de tuin. Er zijn boomgaarden, moestuinen, kassen, broeibakken, koude bakken, bloemperken, gazons, een berceau en enkele tuinhuisjes en prieeltjes. Vier van de kassen zijn erkend als rijksmonument, maar de onderhoudstoestand is slecht. Het utilitaire deel van de tuin is in het algemeen minder goed bewaard gebleven dan het devotionele gedeelte. 
Het devotionele deel is vanaf de Sint Michaëlstraat vrij toegankelijk . Hoog opgaande coniferen suggereren een mediterraan landschap. Een kunstmatige heuvel met een Calvariegroep stelt de Olijfberg voor. In de heuvel bevinden zich een tunneldoorgang van sintels (verbrandingsresten) en enkele door pater Gerard Rademan ontworpen kunstmatige grotten, waaronder een grot met taferelen uit het lijdensverhaal van Jezus en een Mariagrot. Vlakbij staat op een sokkel centraal op een grasveld een beeld van Sint-Aloysius uit circa 1895. Een Heilig Hartbeeld van Christus als de Goede Herder staat in een vijver in het zuidwestelijk deel van de tuin. Het ensemble is omgeven door een buxushaag en een cluster van oude iepen. Tegen de oostelijke tuinmuur bevinden zich van zuid naar noord een Mariatempeltje uit 1950, een beeld van Christus op de koude steen en een kruisweg van gebeeldhouwde panelen. In de uiterste noordoosthoek van de tuin staat de Verrijzeniskapel, een grafkapel in een combinatie van vroegchristelijke architectuur en adobestijl. De apsis heeft een koepeltje. Het interieur is versierd met kleurige tegeltableaus, glas-in-loodvensters en een beeldengroep van de verrijzenis van Christus met een knielende engel. Tegen een wand is een gedenkplaat aangebracht met de namen van missiepaters die in het buitenland overleden en begraven zijn.

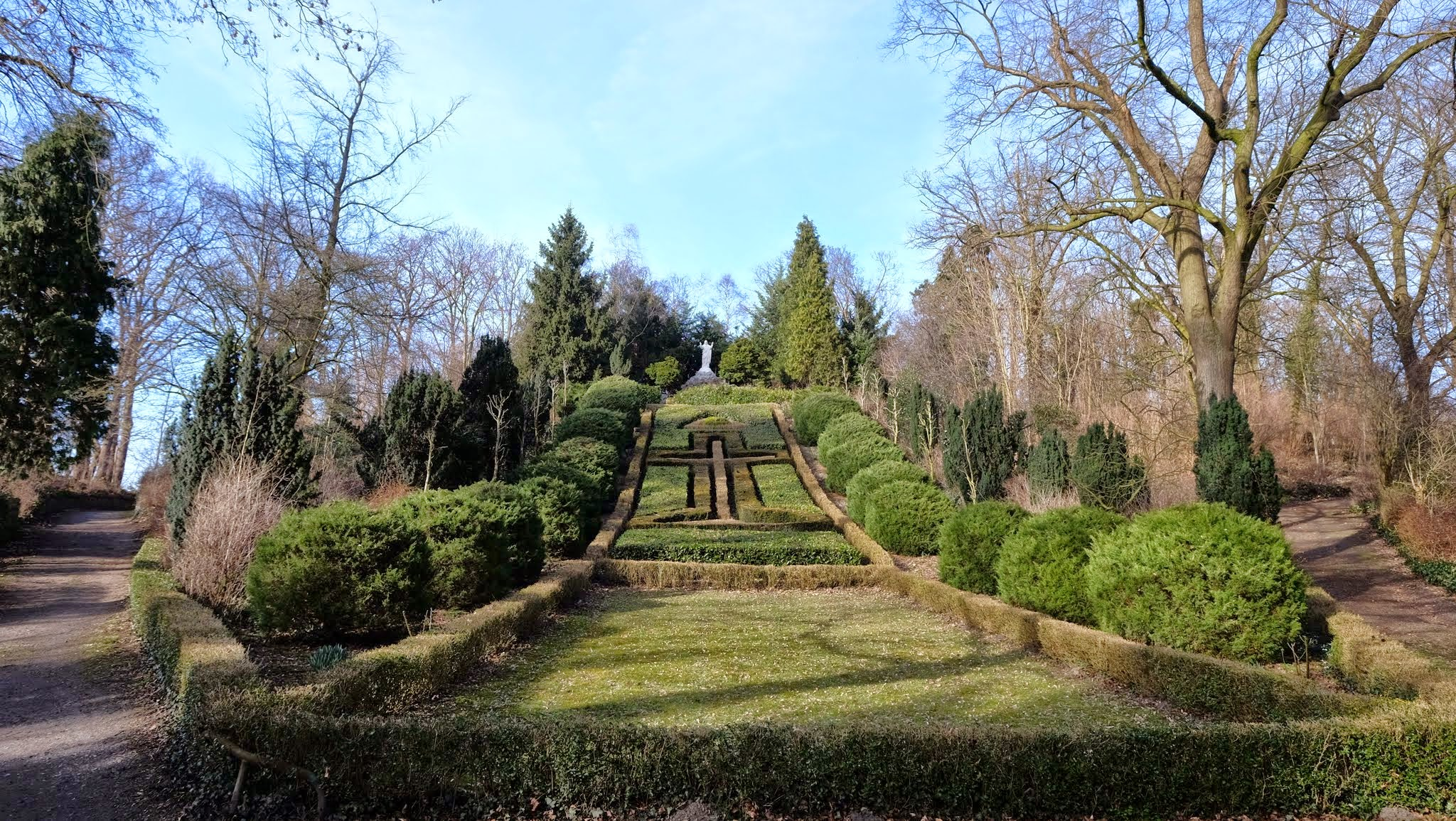
Heilig Hartheuvel

Het derde en grootste compartiment van het kloosterpark ligt ten noorden van de Parkstraat, achter de kloosterdrukkerij. Dit deel is ingericht op een van nature geaccidenteerd dekzandterrein met restanten van een eiken- en haagbeukenbos, dat waarschijnlijk al vanaf de middeleeuwen dienstdeed als hakhoutbos. De paden zijn ook hier onverhard. Dit deel is vooral devotioneel alsook recreatief van karakter, hoewel ook enkele moestuinen en kassen aanwezig zijn. Op een kunstmatig heuveltje ligt een prieel, waar Arnold Jansen naar verluidt graag vertoefde. Bijzonder indrukwekkend is de Heilig Hartheuvel, een deels kunstmatige heuvel bekroond met een groot Heilig Hartbeeld uit begin 20e eeuw. De beplanting van de westelijke helling met buxus, taxus, boerenjasmijn, laurierkers en haagliguster vormt een groot kruis. Aan de achterzijde van de heuvel leiden trappartijen naar de top. Nabij de Lourdesgrot ligt een vennetje met bamboe, lisdodden en een fonteintje. In een bosachtig gedeelte bevindt zich de begraafplaats van de missiepaters, tussen 1887 en 1895 aangelegd naar een ontwerp van pater Gerard Rademan. De begraafplaats is verdiept aangelegd met verhoogde terrassen langs de muurzijde. De opzet is sterk symmetrisch met stroken coniferen en rijen eenvoudige grafkruizen. Enkele grotere mausolea zijn opgericht voor bisschoppen die lid waren van de congregatie. In de kerkhofkapel bevindt zich een levensgroot mozaïek van de verrezen Christus, vervaardigd van stenen afkomstig uit de vijf continenten. Een piëtabeeld dateert uit circa 1890. Oostelijk van de begraafplaats ligt een sport- en evenemententerrein (de "Patersplak"). Ten westen van de watertoren van Steyl ligt een aanzienlijk restant van het oorspronkelijke eikenbos. Elders bestaat de beplanting uit onder andere linde, witte esdoorn en Noorse esdoorn, larix, acacia, goudiep, witte paardenkastanje, robinia, valse christusdoorn, Japanse notenboom, douglasspar, cipres, Italiaanse populier en diverse soorten coniferen.
Tuinaanleg

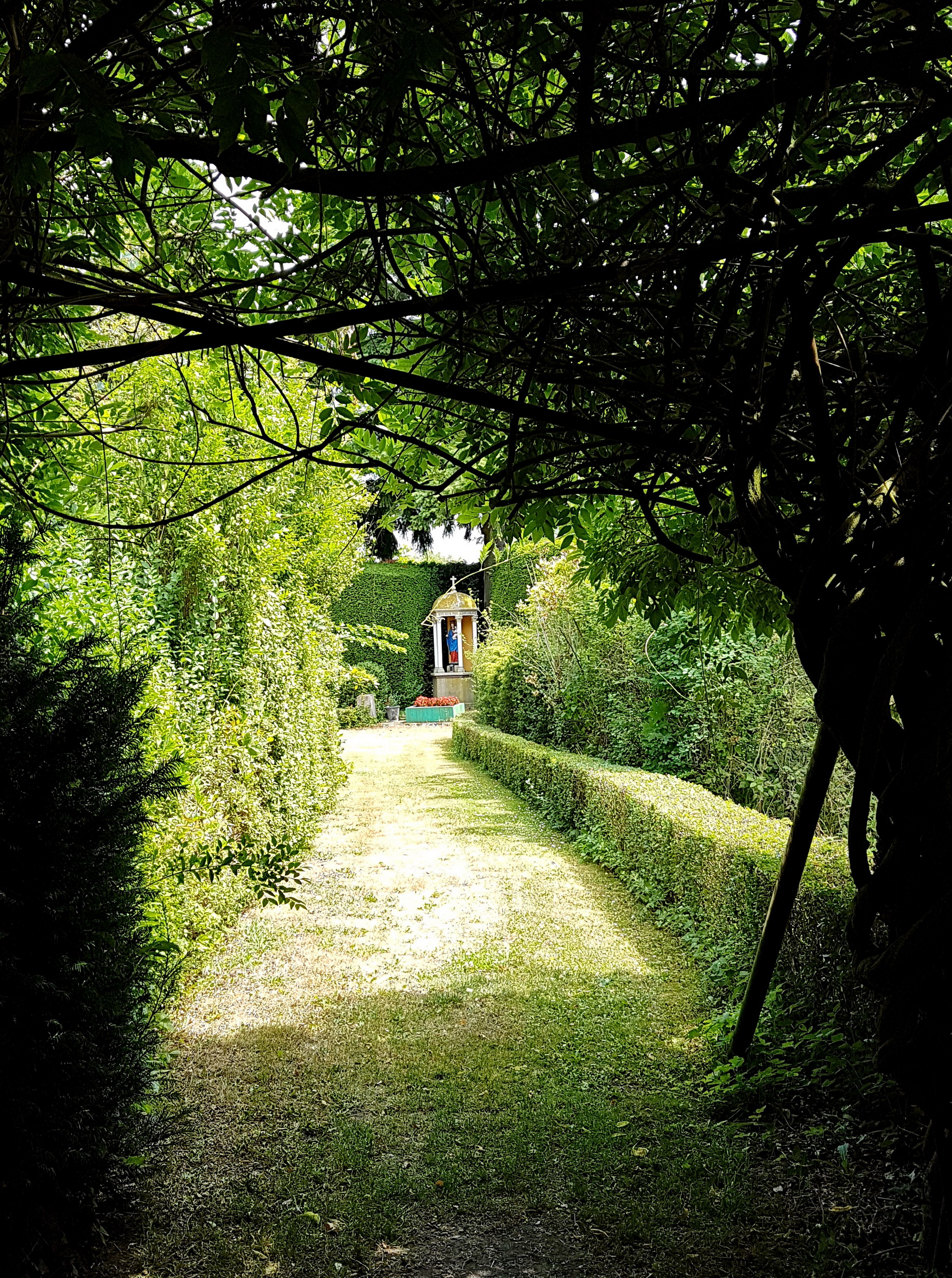
Siertuin
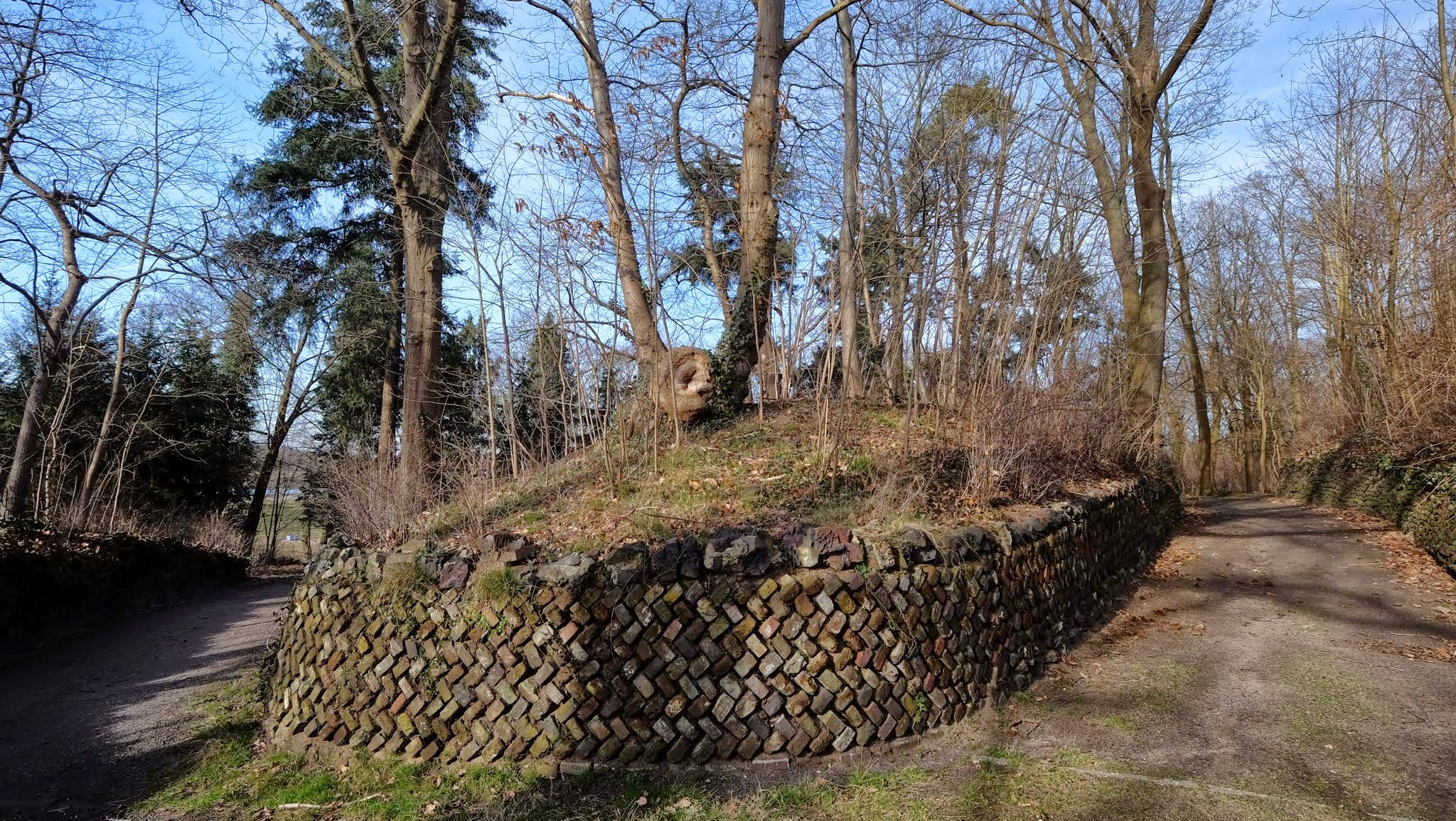
Paden bij Heilig Hartheuvel
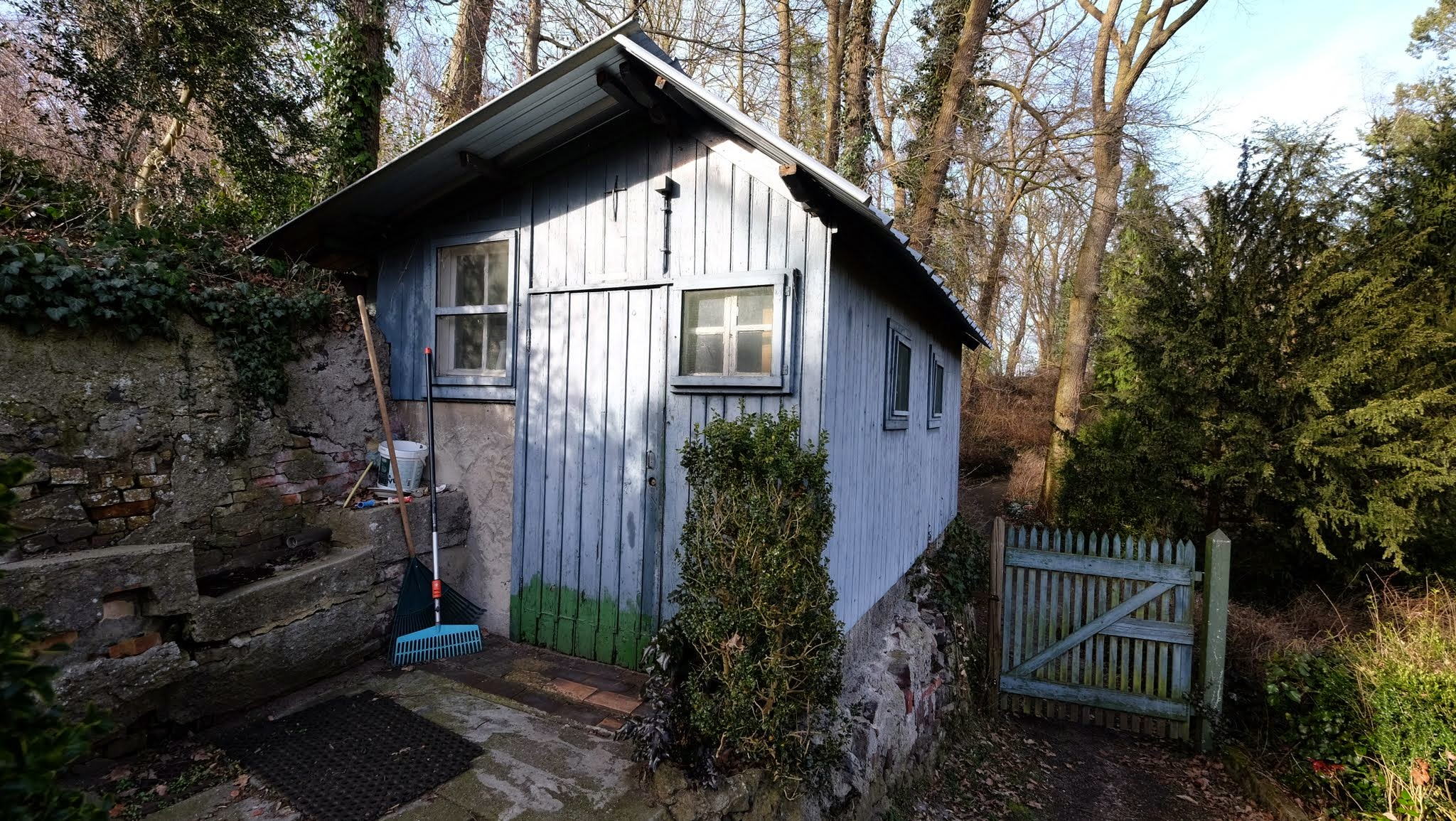
Tuinhuisje
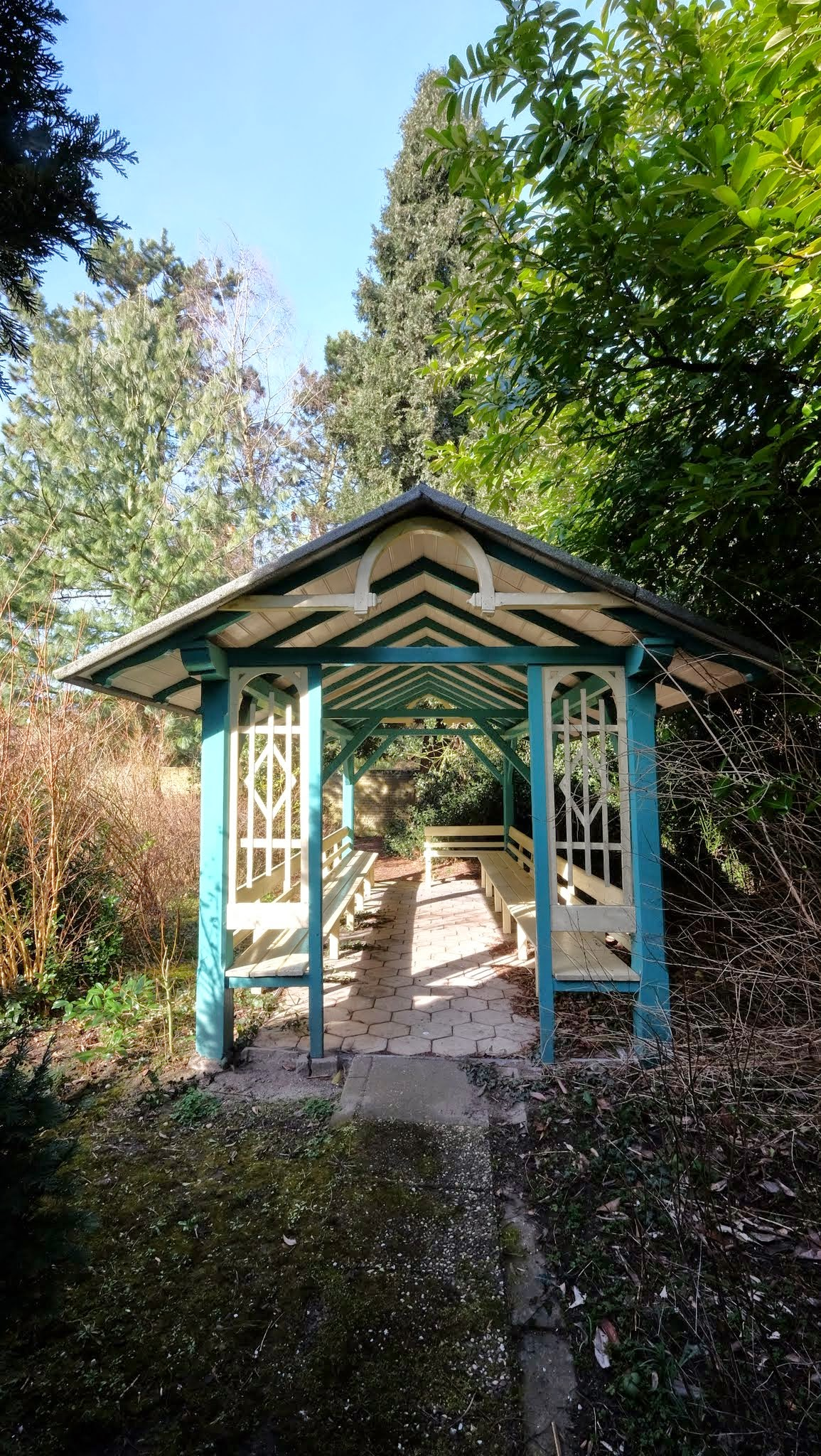
Prieeltje

Moestuin en kassen

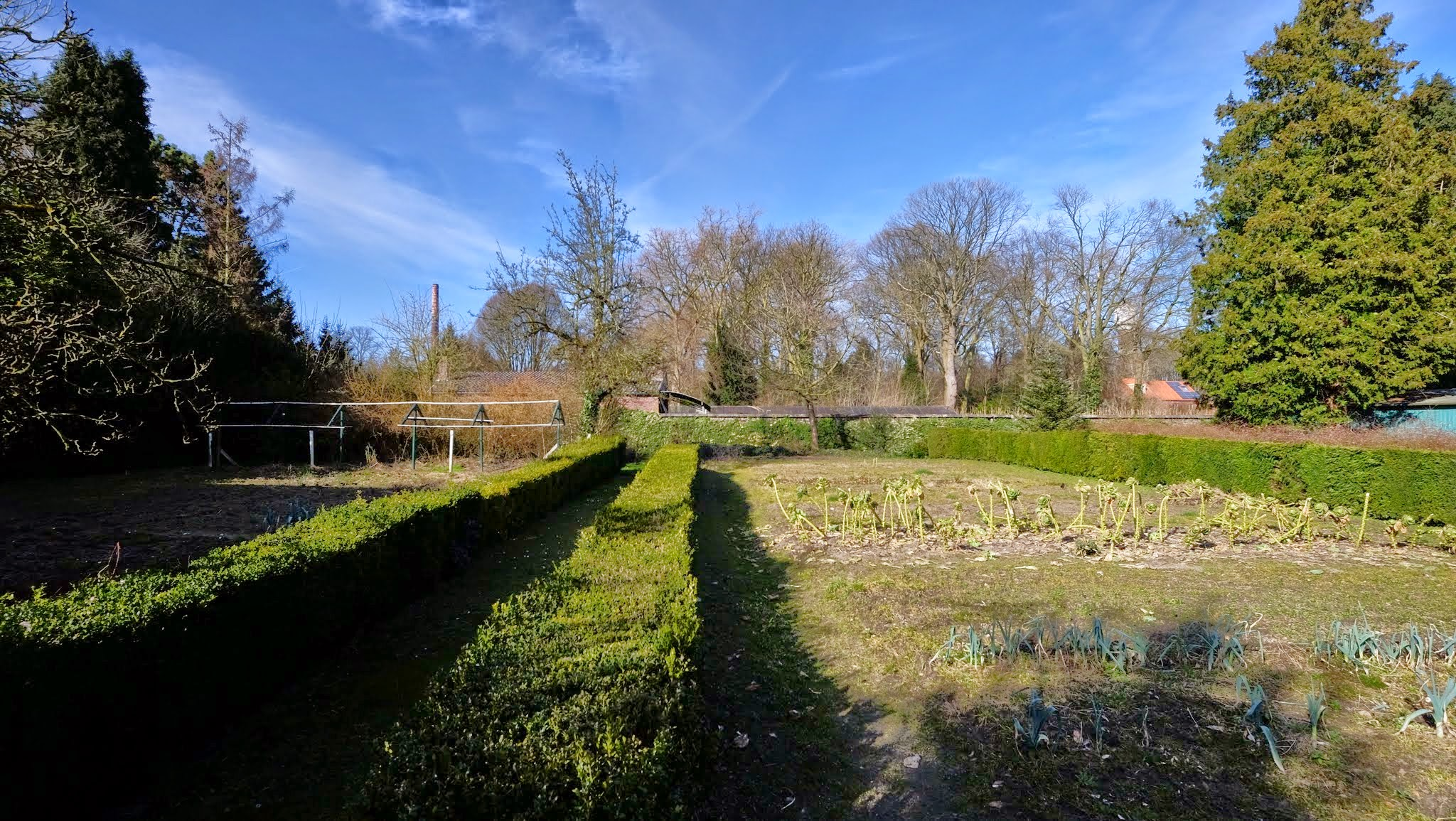
Moestuinen
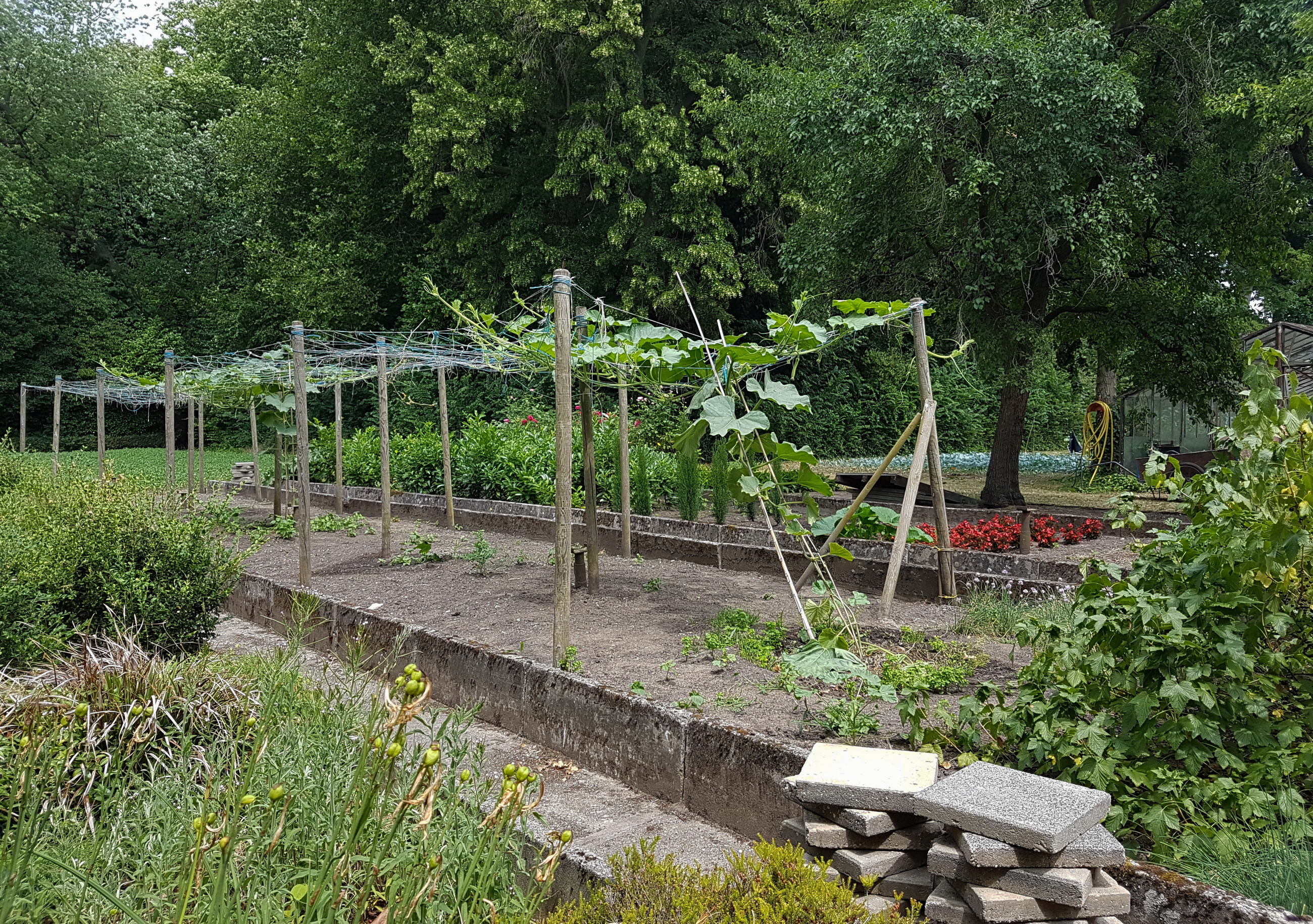
Koude bakken
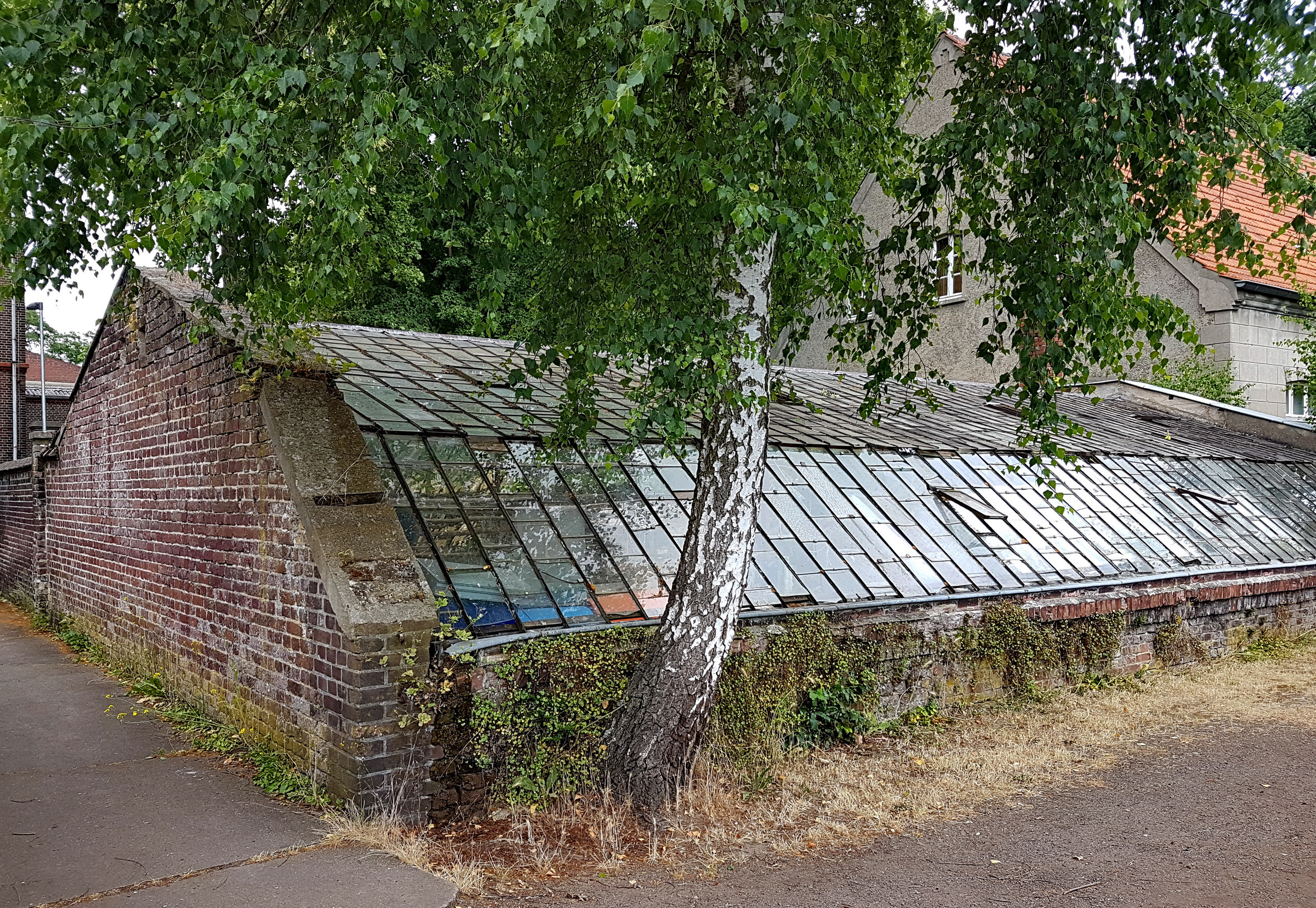
Kas eind 19e eeuw
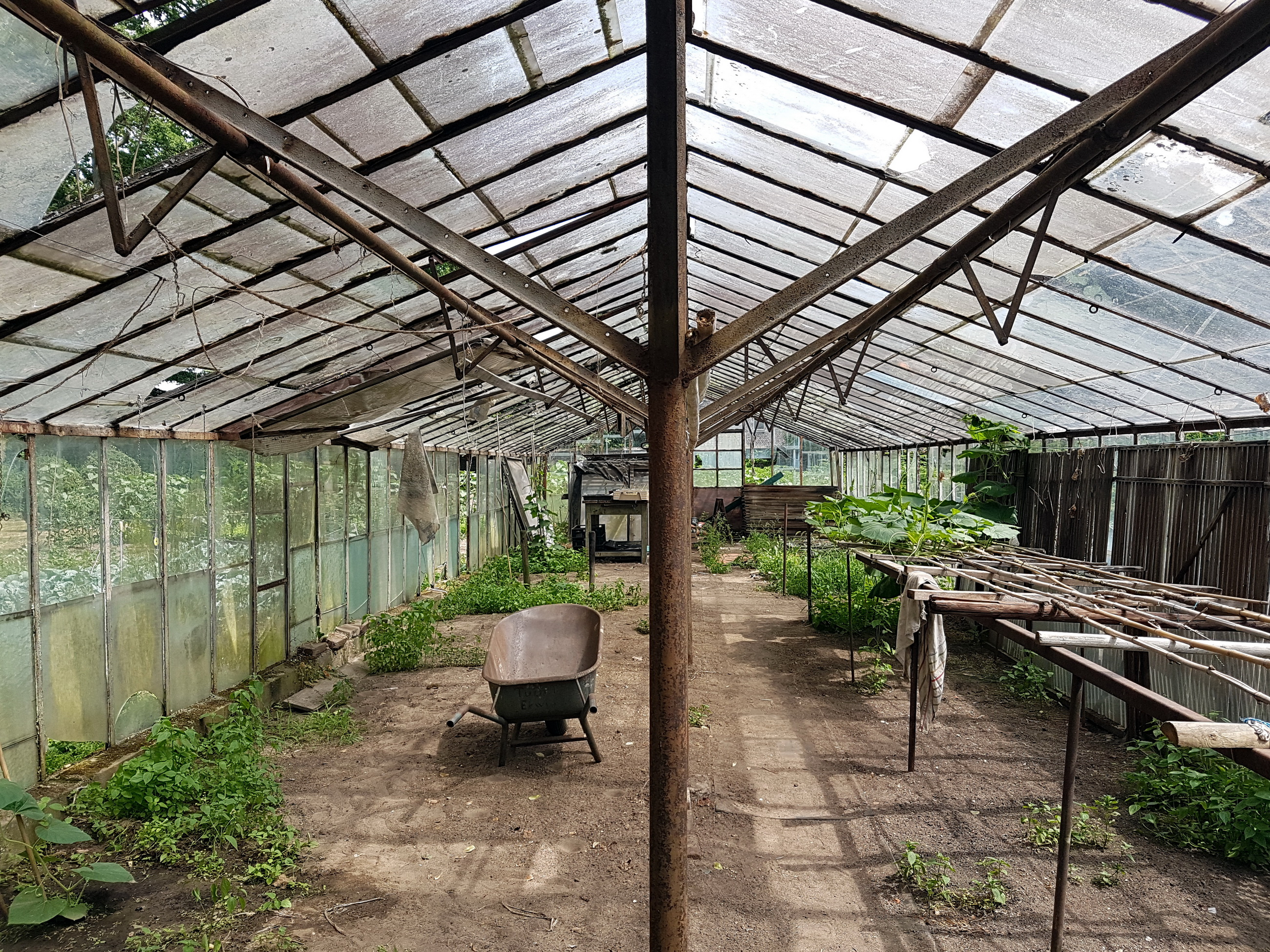
Interieur kas, ca 1925

Begraafplaats
- Toegangshek
- Grafkruisen
- Kerkhofkapel
- Piëta

Olijfberg en grotten

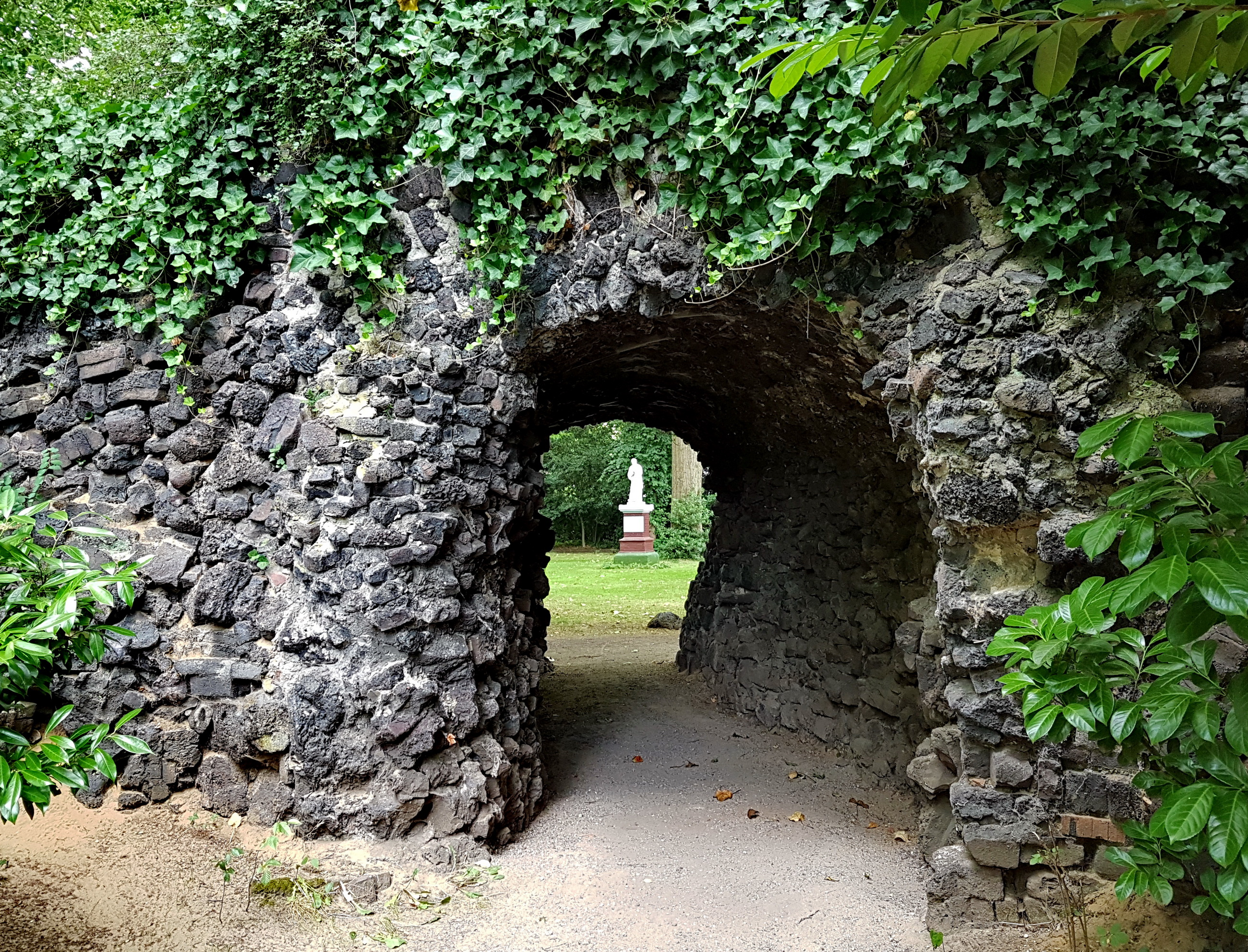
Olijfbergtunnel
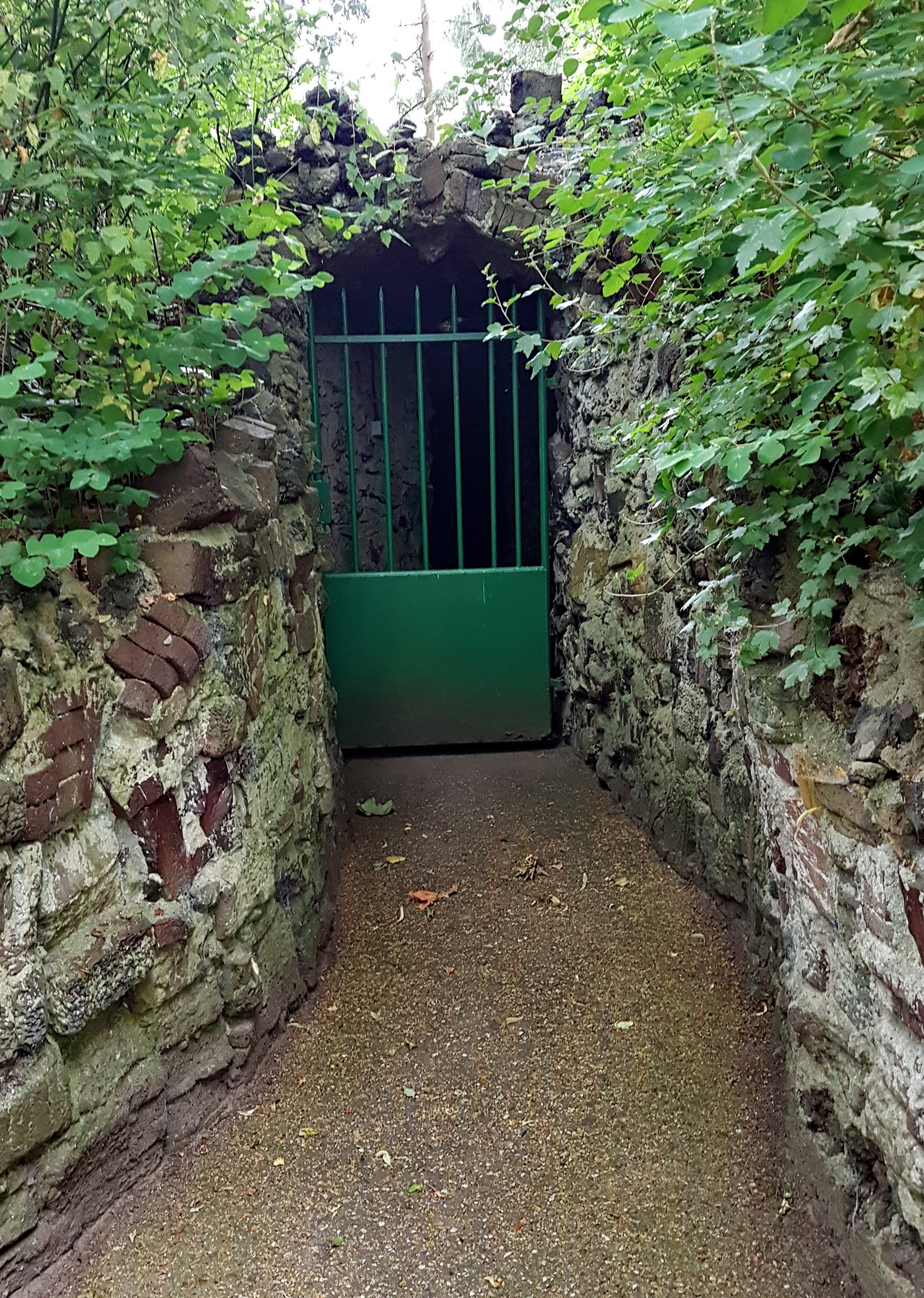
Ingang Passiegrot
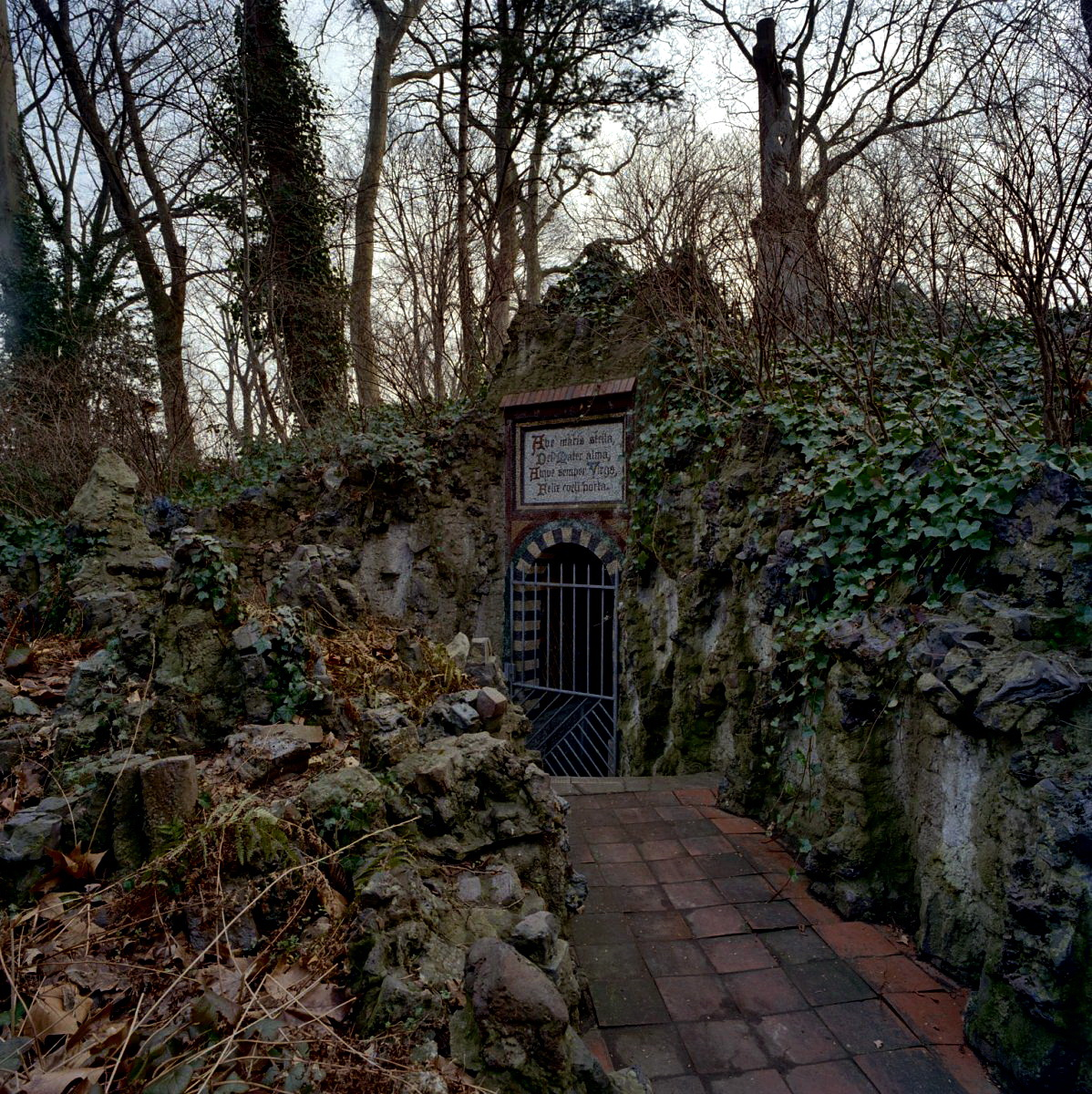
Mariagrot en Calvariegroep
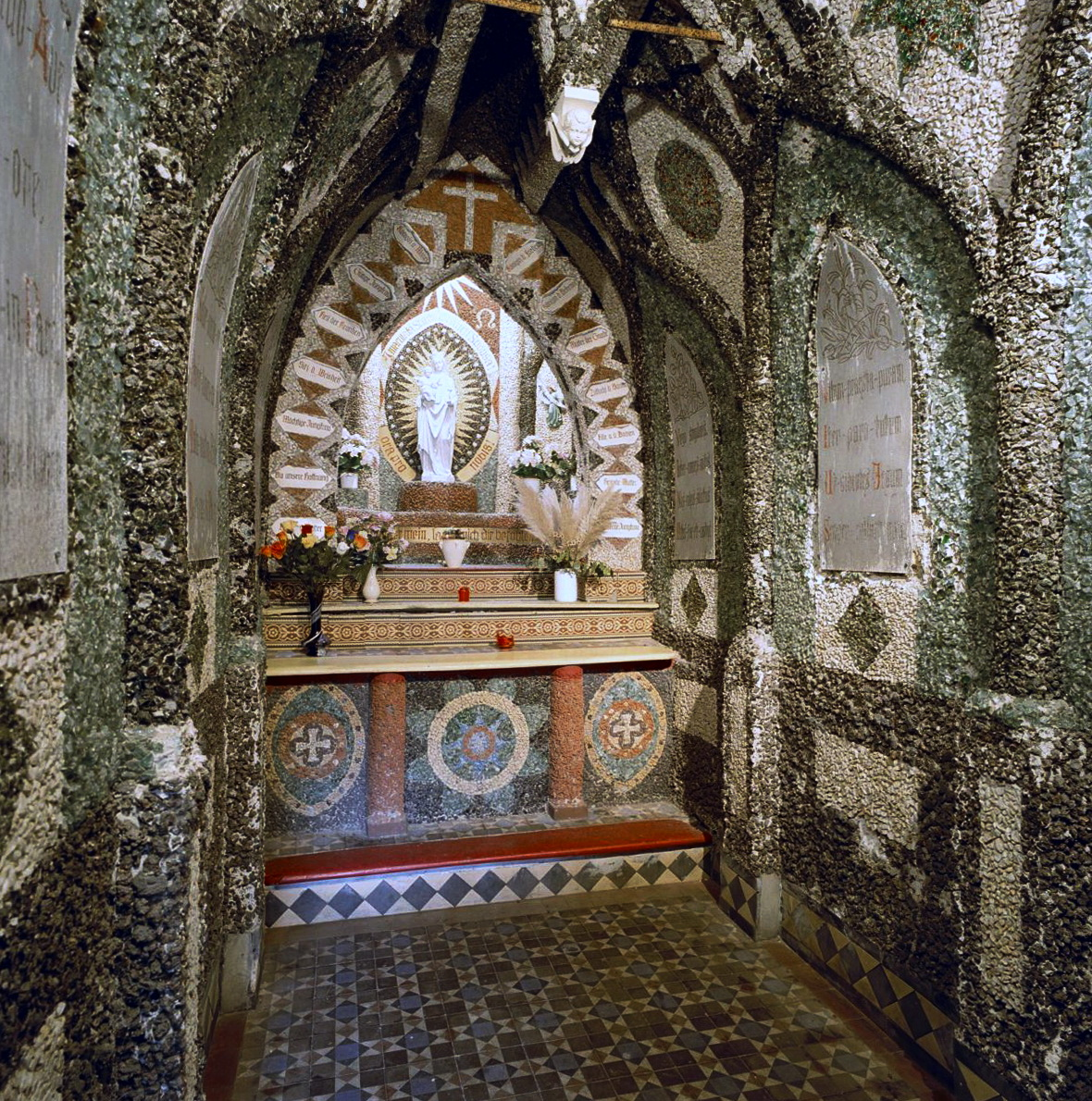
Interieur Mariagrot

Heiligenbeelden en devotionalia

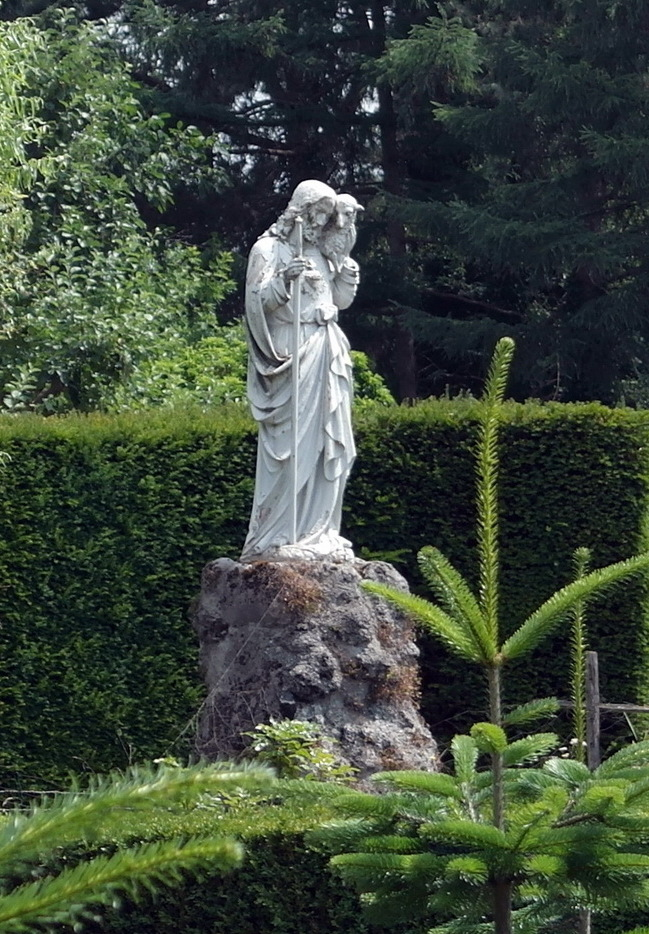
Jezus als Goede Herder
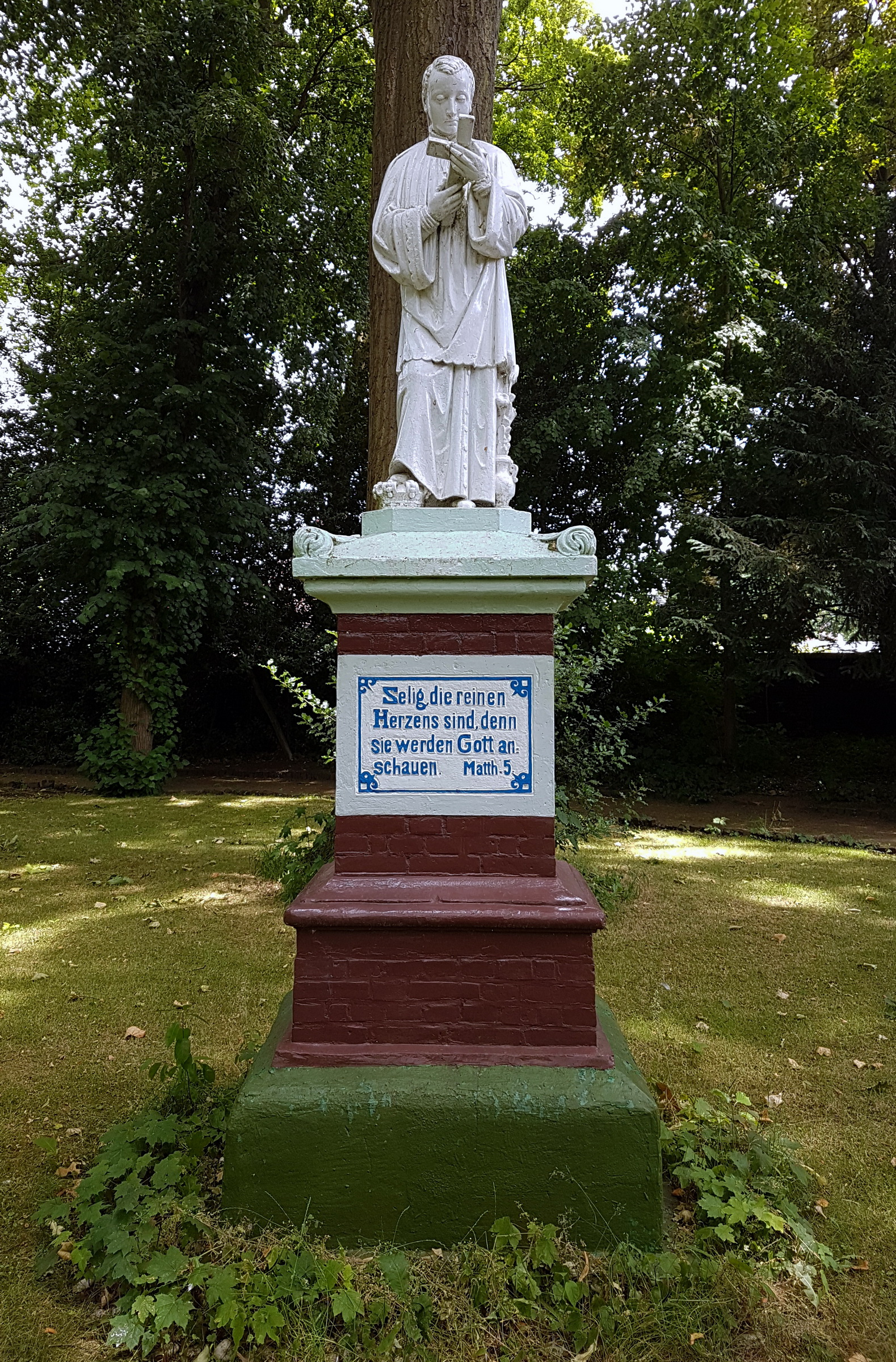
Sint-Aloysiusbeeld
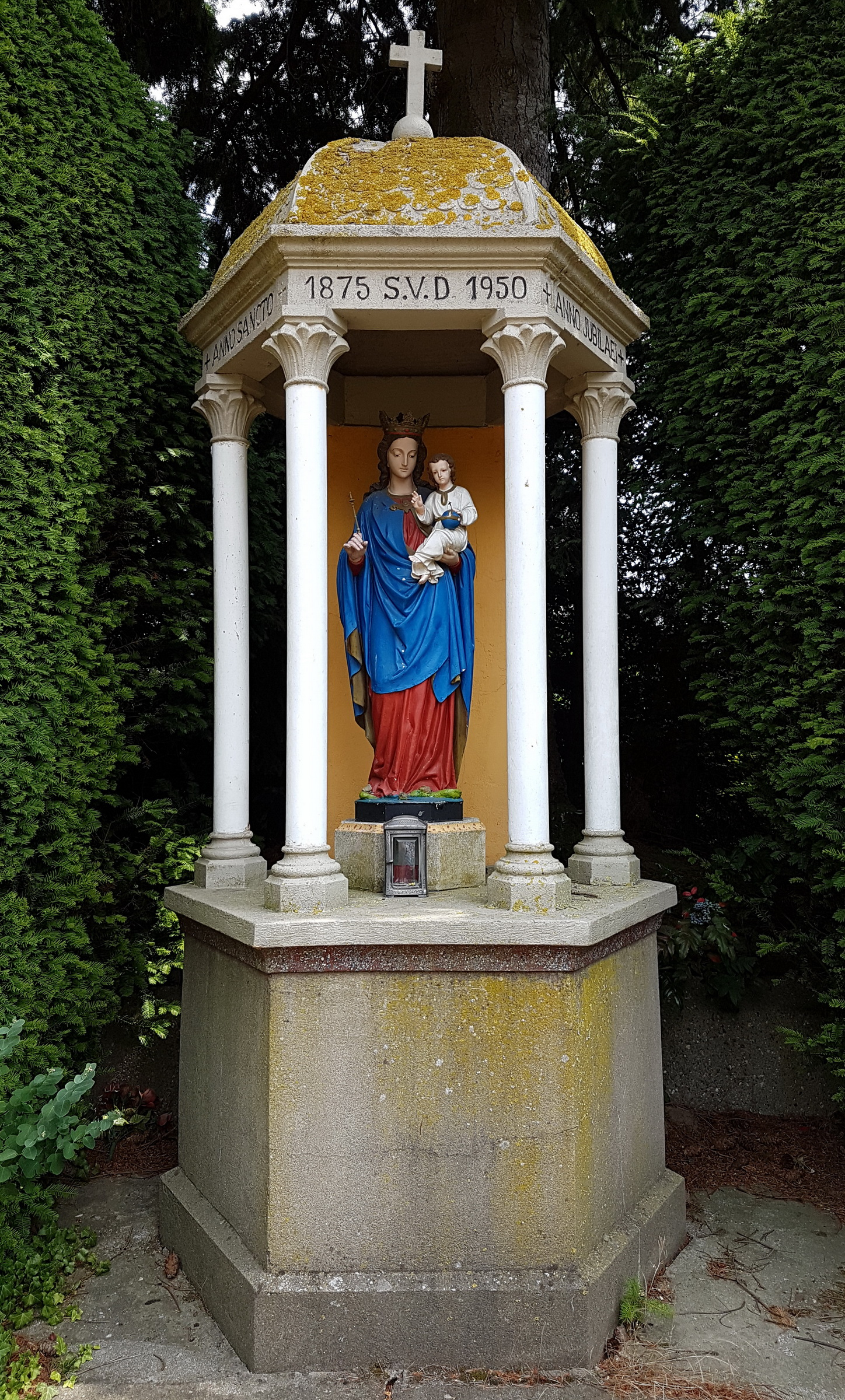
Mariatempeltje
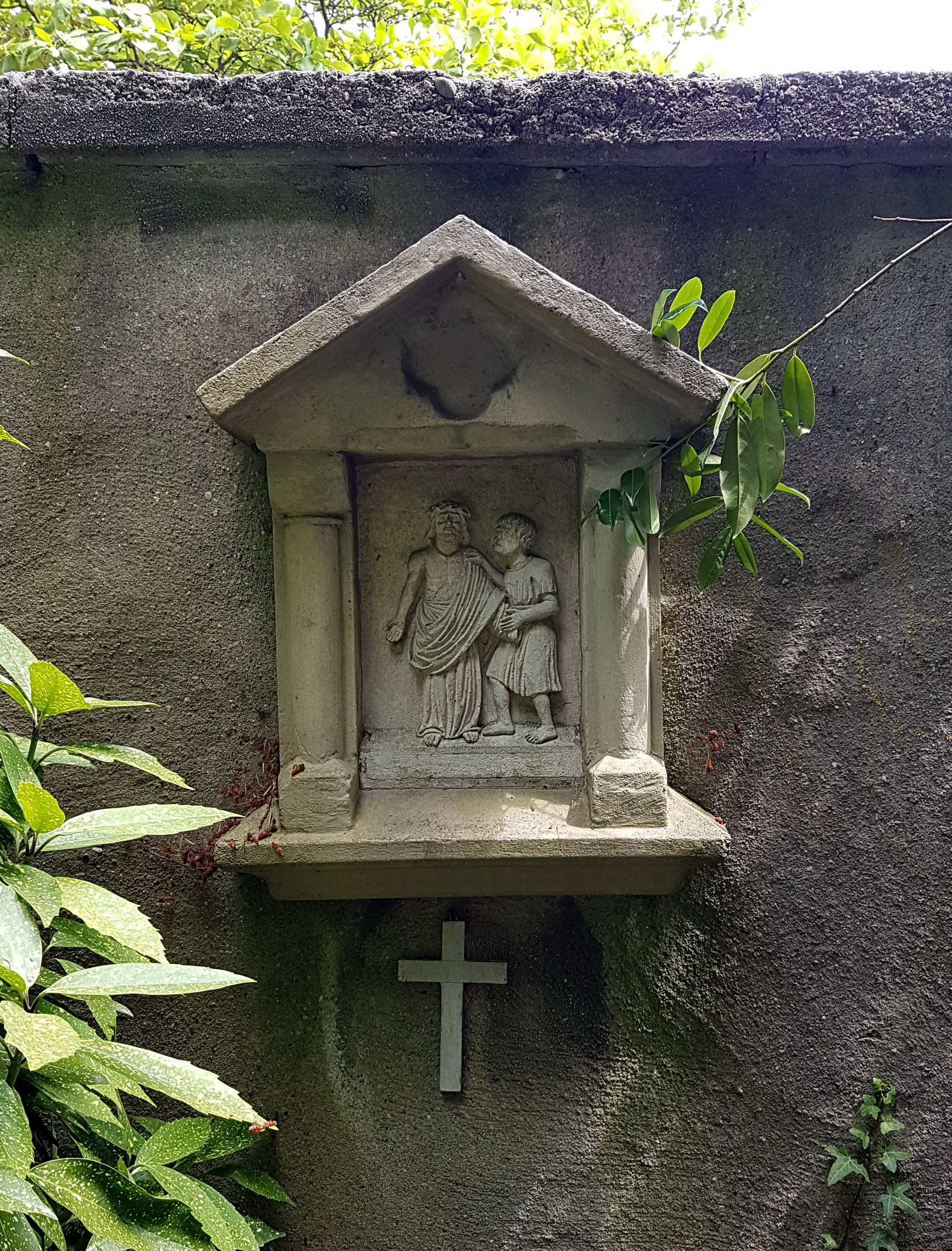
Kruiswegstatie